# ゲームアーカイブス
ゲームアーカイブスは、PlayStation Storeで過去に発売されたPlayStation、PlayStation 2、PCエンジン（CD-ROM2、SUPER CD-ROM2、PCエンジンスーパーグラフィックスも含む）用のソフトをダウンロード販売するサービス。
対応機種はPS3・PSP・PS Vitaだが、ソフトが両機種対応の場合はPS3とPSP、PS Vita間でソフトとセーブデータをコピーし、一つのタイトルを共有して遊ぶことも可能である。なお、PS4、PS5は対応していない。
- 本項では日本で配信された体験版を除くタイトルの一覧も発売順に列記する（タイトル名はゲームアーカイブス公式サイトでの表記をそのまま用いる）。
- ネオジオステーション、セガソフト復刻配信、カプコンアーケードキャビネットについてはそれぞれを参照のこと。

## 概要

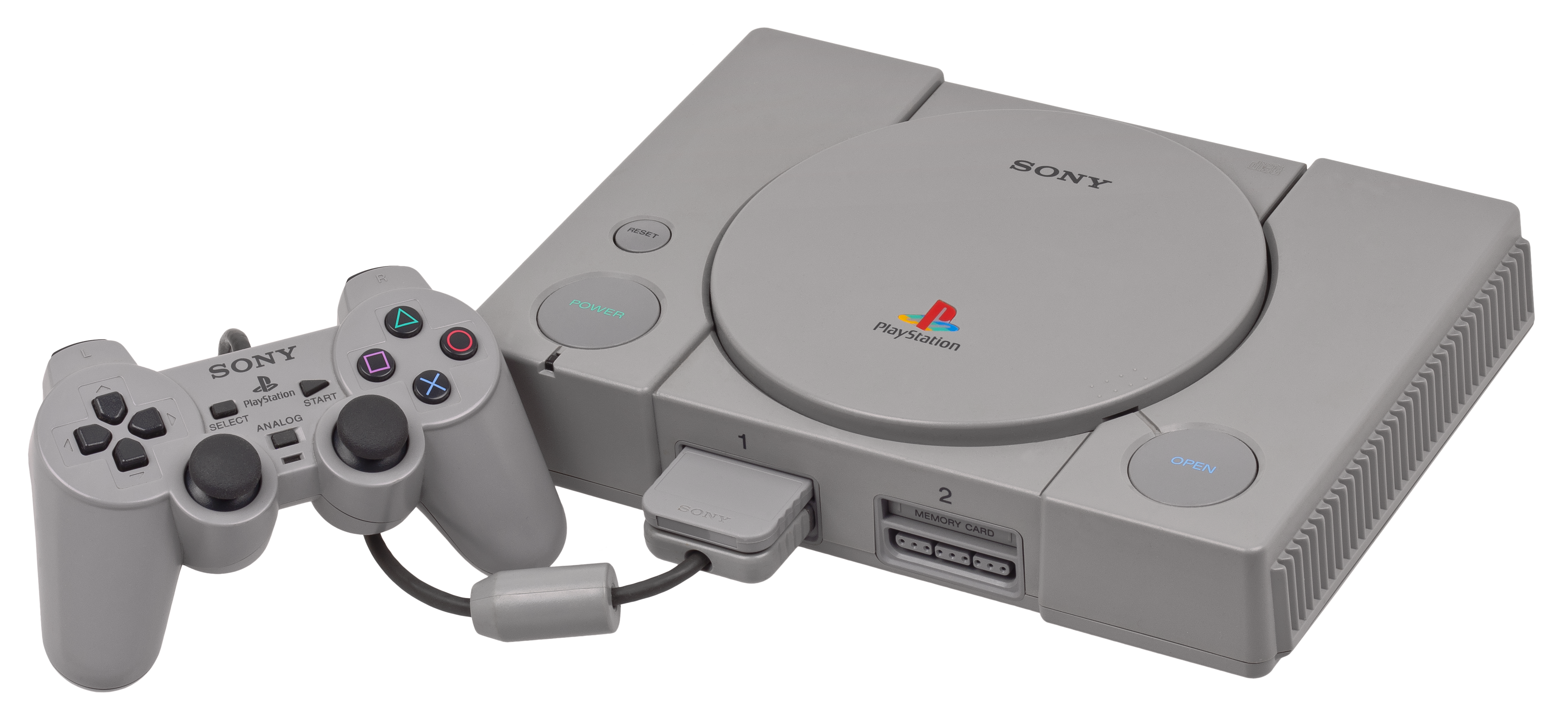
PlayStation

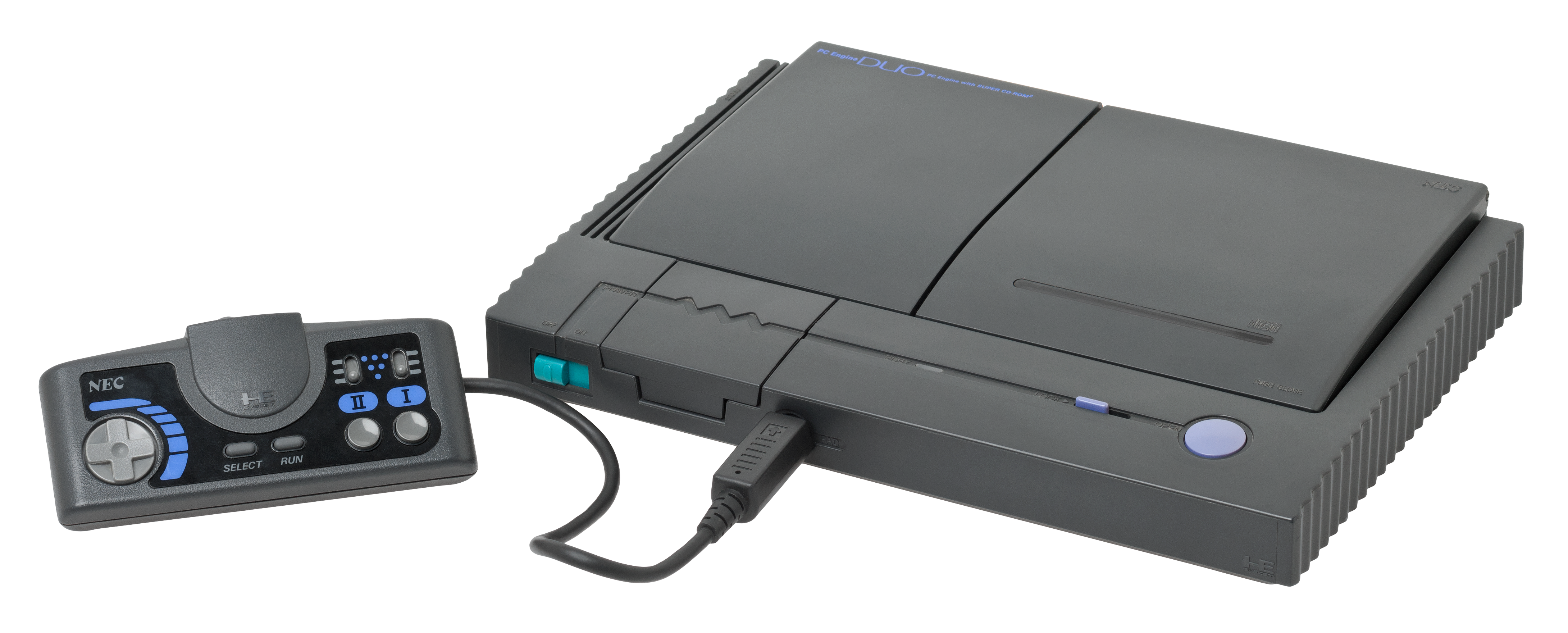
PCエンジンDuo

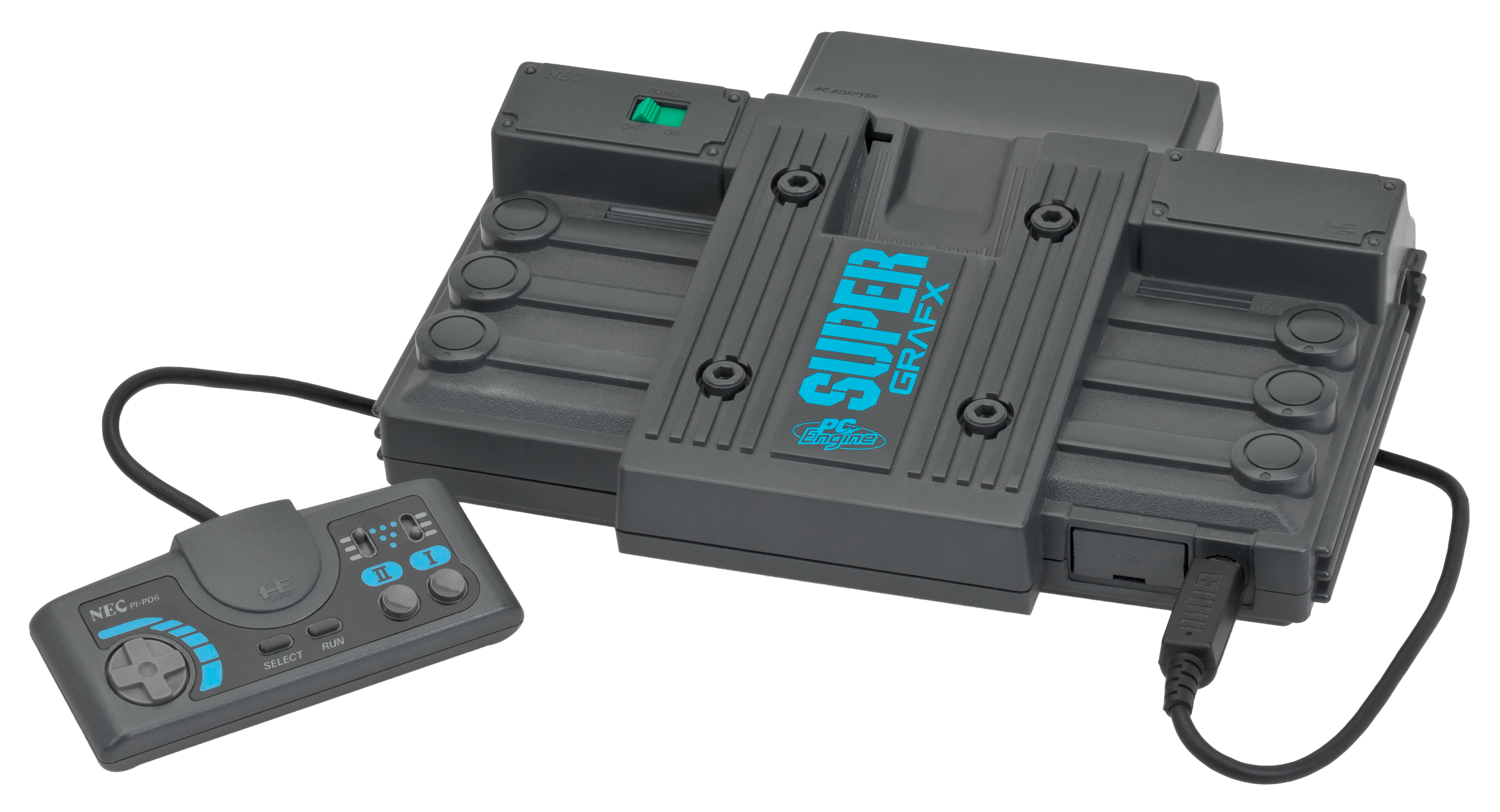
PCエンジンスーパーグラフィックス

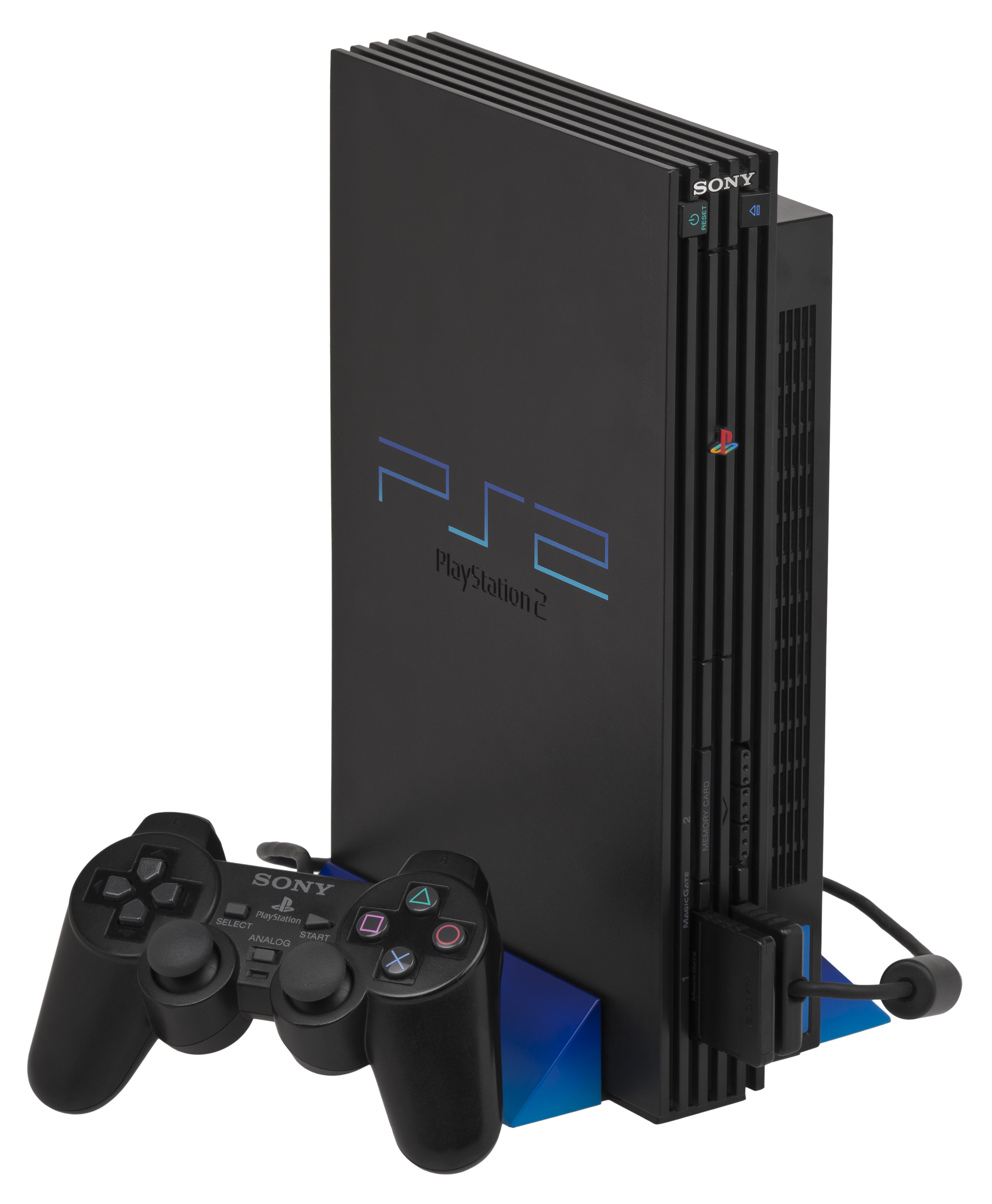
PlayStation 2

2006年11月22日よりPlayStation Storeで原則、水曜日に配信されていた（2007年10月から2012年4月までは第2・第4水曜、2012年5月以降は第2水曜、これとは別にPCエンジンアーカイブスは第3水曜に配信された）。
2003年以前の過去の作品においては、コンピュータエンターテインメントレーティング機構（CERO）の設立前に発売された作品も含まれるため、配信時に改めてCEROによる審査を受けている。
- CERO：B（12才以上対象）
- CERO：C（15才以上対象）
- CERO：D（17才以上対象）
- CERO：Z（18才以上のみ対象）

その他のソフトは全てCERO：A（全年齢対象）となっており、2021年現在、CERO：教育・データベース区分のソフトは配信されていない。
2007年4月26日からPS3向けの配信が開始されてからは、ほとんどのタイトルがPS3・PSPの両方でプレイできるようになり、セーブデータの共有も可能となった。
PSPの場合、L2・R2の入力は、初期状態でそれぞれアナログパッドの左右に割り振られている（他の入力も含め、オプションで割り振りを変更可能）。ただし、ソフトの互換性や操作系の違いなどの問題により、いずれかのみの対応となっているソフトも一部ある（PSPはL3・R3・左右アナログスティックの入力に非対応）。また、元のゲームソフトが多人数プレイに対応しているタイトルであっても、PSPで動作させたときは2人以上で同時にプレイをすることはできない（通信対戦などには対応していない）。
2007年11月14日よりPS3の振動機能に対応した。
2007年9月20日からは、PS3がなくてもPC経由でPSPにダウンロードできるようになり、さらに2008年10月15日にPSPのみでもダウンロードできるようになった（ただし、ネットワーク環境が必要）。2008年10月30日にはPC用のストアがリニューアルされて、専用ソフトによるダウンロードとなった。
2009年7月15日には、PlayStation以外のプラットフォームとしては初めてとなる「PCエンジンアーカイブス」の取り扱いが開始され、PCエンジン用のゲームソフトが配信された。PlayStation用のタイトルと同様にPS3・PSPの両方でプレイが可能で、また、いつでもシステムメニューからのセーブとロードが可能というオプションが追加された。
2011年12月17日発売のPlayStation Vitaは当初はPCエンジンアーカイブスのみ対応、PlayStation用ソフトは2012年8月28日のシステムソフトウェア1.80のアップデートで対応した。
2012年7月25日からは、PlayStation 2のソフトをPS3でプレイできる「PlayStation 2 アーカイブス」の配信を開始した。
|                            | PS3 | PSP | PS Vita | 備考                                                           |
| -------------------------- | --- | --- | ------- | -------------------------------------------------------------- |
| PlayStation                | ○   | ○   | △       | VitaではPocketStation対応タイトルのPocketStation機能使用可能。 |
| PlayStation 2 アーカイブス | ○   | -   | -       |                                                                |
| PCエンジンアーカイブス     | ○   | ○   | ○       | VitaではPSP版をプレイ可能。                                    |
| NEO GEO STATION            | ○   | ○   | ○       | VitaではPSP版をプレイ可能。                                    |

配信タイトルはPS初期の作品であるアークザラッド等をはじめとして、ソニー・コンピュータエンタテインメント（現：ソニー・インタラクティブエンタテインメント、以下SCE）の看板タイトルが主である。しかし任天堂が展開するバーチャルコンソールと同様に、キャラクターゲームにおける版権やタレントゲームにおける肖像権などの問題により、配信された実績が非常に少ない。リンダキューブ、ポポロクロイスシリーズなどのSCEを代表する外部版権を原作とするソフトが配信されている一方、グランツーリスモシリーズやPS一周年として作られたビヨンドザビヨンドは配信されていない。スーパーロボット大戦シリーズも、外部版権クロスオーバータイトルとしての特性上、配信元による自社版権として扱われており、知的財産権も管理されているが、バーチャルコンソールでは配信されていないのに対して、ゲームアーカイブスでは配信されている。
2010年6月29日公開のPSPシステムソフトウェア6.30において、同バージョンで提供されたフォーマット別分類機能の項目にネオジオが存在したことからPCエンジンに続いてネオジオ用ソフトのサービスも行われるという噂があったが、こちらは「NEOGEO Station」という別のカテゴリとなった。ネオジオステーションはPS3、PSPに対応しているが、PS3版とPSP版は別個のタイトルとして扱われる。このためPS3版を購入したとしても、PSPで遊ぶためには別途PSP版を購入する必要がある。
2021年7月2日にPlayStation 3、同年8月27日にPlayStation VitaのPlayStation Storeの新規購入サービス終了に伴い、本コンテンツの新規購入も終了予定となっていたが、同年4月20日の発表で、PS3およびPS VitaのStore閉鎖を撤回した。

## セーブデータ
PS1用ソフトのセーブデータはゲームアーカイブス版とパッケージ版で互換性があり、PS1のメモリーカードに保存されているセーブデータを「メモリーカードアダプタ（CECHZM1J）」でPS3本体内に保存し、PS3でプレイすることができる。また、PS3とPSP、PS VitaをUSB接続すれば、PS3とPSP・PS Vitaへセーブデータを相互に変換・移動することもできる。
PS2ソフトのセーブデータはゲームアーカイブス版とパッケージ版で互換性は無いため、PS2やPS2互換性のある初期型PS3で作成したセーブデータをゲームアーカイブス版で引き継ぐことはできない。
PCエンジンアーカイブスはバックアップRAMによるセーブ機能に対応したソフトのみPS3とPSP・PS Vitaで共有することが可能で、中断セーブのデータは共有することは出来ない。

## 保存先
ダウンロードしたソフトは、PSPではメモリースティックDuo（PSP Goでは本体内蔵メモリーまたはメモリースティックマイクロ）、PS3では内蔵HDDに保存される。
PlayStation Storeでのゲーム配信においては、一つのPlayStation Networkのアカウントにつき、PS VitaとPSPの合計で最大2台、PS3で最大2台まで認証が可能（制限台数を超えた場合は、同一アカウントで運用しているいずれかの機器の認証解除が必要となる）なため、購入したゲームアーカイブスのソフトは制限台数までであれば他のPS3・PS Vita・PSP本体へのコピー・移行が可能となっている。

## PlayStation
開始時期は不明であるが、2013年12月現在ではPS2アーカイブスとの区別のためか、PlayStation Store内では『初代PSアーカイブス』と表記されている。

### 2006年（全18タイトル）
| 配信開始日 | タイトル                                     | 販売メーカー                           | 備考     |
| ---------- | -------------------------------------------- | -------------------------------------- | -------- |
| 11月22日   | BIO HAZARD DIRECTOR'S CUT                    | カプコン                               |          |
| 11月22日   | コナミアンティークスMSXコレクション Vol.1    | コナミデジタルエンタテインメント       |          |
| 11月22日   | コナミアンティークスMSXコレクション Vol.2    | コナミデジタルエンタテインメント       |          |
| 11月22日   | ビシバシスペシャル                           | コナミデジタルエンタテインメント       |          |
| 11月22日   | アークザラッド                               | ソニー・コンピュータエンタテインメント |          |
| 11月22日   | JumpingFlash! アロハ男爵ファンキー大作戦の巻 | ソニー・コンピュータエンタテインメント |          |
| 11月22日   | みんなのGOLF 2                               | ソニー・コンピュータエンタテインメント |          |
| 11月22日   | サイレントボマー                             | バンダイナムコゲームス                 |          |
| 11月22日   | 鉄拳2                                        | バンダイナムコゲームス                 |          |
| 12月21日   | R-TYPES                                      | アイレムソフトウェアエンジニアリング   | 配信終了 |
| 12月21日   | 右左                                         | アートディンク                         |          |
| 12月21日   | 太陽のしっぽ WILD・PURE・SIMPLE LIFE         | アートディンク                         |          |
| 12月21日   | DINO CRISIS                                  | カプコン                               |          |
| 12月21日   | グローバルフォース 新・戦闘国家              | ソニー・コンピュータエンタテインメント |          |
| 12月21日   | 激走トマランナー                             | ソニー・コンピュータエンタテインメント |          |
| 12月21日   | マール王国の人形姫                           | 日本一ソフトウェア                     |          |
| 12月21日   | ザ・コンビニ〜あの町を独占せよ〜             | ハムスター                             |          |
| 12月21日   | ミスタードリラー                             | バンダイナムコゲームス                 |          |

### 2007年（全140タイトル）
| 配信開始日 | タイトル                                                    | 販売メーカー                           | 備考          |
| ---------- | ----------------------------------------------------------- | -------------------------------------- | ------------- |
| 01月25日   | スペクトラルフォース                                        | アイディアファクトリー                 |               |
| 01月25日   | A.IV.Evolution GLOBAL                                       | アートディンク                         |               |
| 01月25日   | ヴァンピール 吸血鬼伝説                                     | アートディンク                         |               |
| 01月25日   | クラッシュ・バンディクー                                    | ソニー・コンピュータエンタテインメント | PS Vita非対応 |
| 01月25日   | ラリークロス                                                | ソニー・コンピュータエンタテインメント |               |
| 01月25日   | ロジック麻雀創龍 四人打ち・三人打ち                         | 日本一ソフトウェア                     |               |
| 02月22日   | 厄 友情談疑                                                 | アイディアファクトリー                 |               |
| 02月22日   | R-TYPE DELTA                                                | アイレムソフトウェアエンジニアリング   | 配信終了      |
| 02月22日   | 上海 ダイナスティ                                           | サクセス                               |               |
| 02月22日   | 俺の屍を越えてゆけ                                          | ソニー・コンピュータエンタテインメント |               |
| 02月22日   | がんばれ森川君2号                                           | ソニー・コンピュータエンタテインメント |               |
| 02月22日   | ザ・ドラッグストア                                          | ハムスター                             |               |
| 02月22日   | ぱずるまにあ                                                | ハムスター                             |               |
| 03月29日   | ギャラクシーファイト_ユニバーサル・ウォーリアーズ           | サン電子                               |               |
| 03月29日   | ハードエッジ                                                | サン電子                               |               |
| 03月29日   | ガンナーズヘヴン                                            | ソニー・コンピュータエンタテインメント |               |
| 03月29日   | アーケードヒッツ 雷電                                       | ハムスター                             |               |
| 03月29日   | トール アンリミテッド                                       | ハムスター                             |               |
| 04月26日   | イカサマ麻雀                                                | アイディアファクトリー                 |               |
| 04月26日   | CG昔話 じいさん2度びっくり!!                                | アイディアファクトリー                 |               |
| 04月26日   | 厄痛 〜呪いのゲーム〜                                       | アイディアファクトリー                 |               |
| 04月26日   | LUNATIC DAWN III                                            | アートディンク                         |               |
| 04月26日   | A5 A列車で行こう5                                           | アートディンク                         |               |
| 04月26日   | メタルスラッグX                                             | SNKプレイモア                          |               |
| 04月26日   | リアルバウト餓狼伝説                                        | SNKプレイモア                          |               |
| 04月26日   | 幕末浪漫 月華の剣士                                         | SNKプレイモア                          |               |
| 04月26日   | 餓狼伝説 ワイルドアンビション                               | SNKプレイモア                          |               |
| 04月26日   | 剣客異聞録 甦りし蒼紅の刃 サムライスピリッツ新章            | SNKプレイモア                          |               |
| 04月26日   | ふしぎ刑事                                                  | カプコン                               |               |
| 04月26日   | PHILOSOMA フィロソマ                                        | ソニー・コンピュータエンタテインメント |               |
| 04月26日   | ジグソーワールド                                            | 日本一ソフトウェア                     |               |
| 04月26日   | わいわいテニス プラス                                       | ハムスター                             |               |
| 05月31日   | ギルティギア 復刻版                                         | アークシステムワークス                 |               |
| 05月31日   | スペクトラルタワー                                          | アイディアファクトリー                 |               |
| 05月31日   | スペクトラルフォース2                                       | アイディアファクトリー                 |               |
| 05月31日   | 砂のエンブレイス                                            | アイディアファクトリー                 |               |
| 05月31日   | ザ・キング・オブ・ファイターズ'95                           | SNKプレイモア                          |               |
| 05月31日   | ザ・キング・オブ・ファイターズ'96                           | SNKプレイモア                          |               |
| 05月31日   | ザ・キング・オブ・ファイターズ'97                           | SNKプレイモア                          |               |
| 05月31日   | サムライスピリッツ剣客指南パック                            | SNKプレイモア                          |               |
| 05月31日   | リアルバウト餓狼伝説スペシャル DOMINATED MIND               | SNKプレイモア                          |               |
| 05月31日   | リトルプリンセス マール王国の人形姫2                        | 日本一ソフトウェア                     |               |
| 05月31日   | セプテントリオン                                            | ハムスター                             |               |
| 06月28日   | オアシスロード                                              | アイディアファクトリー                 |               |
| 06月28日   | スペクトラルタワー2                                         | アイディアファクトリー                 |               |
| 06月28日   | ぐっすんぱらだいす                                          | アイレムソフトウェアエンジニアリング   | 配信終了      |
| 06月28日   | ザ・キング・オブ・ファイターズ 京                           | SNKプレイモア                          |               |
| 06月28日   | ザ・キング・オブ・ファイターズ'98                           | SNKプレイモア                          |               |
| 06月28日   | ザ・キング・オブ・ファイターズ'99                           | SNKプレイモア                          |               |
| 06月28日   | サムライスピリッツ斬紅郎無双剣                              | SNKプレイモア                          |               |
| 06月28日   | サムライスピリッツ天草降臨スペシャル                        | SNKプレイモア                          |               |
| 06月28日   | メタルスラッグ                                              | SNKプレイモア                          |               |
| 06月28日   | SuperLite 1500シリーズ COTTON ORIGINAL                      | サクセス                               |               |
| 06月28日   | SuperLite 1500シリーズ ザンファイン                         | サクセス                               |               |
| 06月28日   | DEPTH                                                       | ソニー・コンピュータエンタテインメント |               |
| 06月28日   | JumpingFlash! 2 アロハ男爵大弱りの巻                        | ソニー・コンピュータエンタテインメント |               |
| 06月28日   | XI [sai]                                                    | ソニー・コンピュータエンタテインメント |               |
| 06月28日   | ジェットモト                                                | ソニー・コンピュータエンタテインメント |               |
| 06月28日   | パネキット                                                  | ソニー・コンピュータエンタテインメント |               |
| 06月28日   | AI麻雀 セレクション                                         | ハムスター                             |               |
| 06月28日   | じぱんぐ島〜運命はサイコロが決める!?〜                      | ハムスター                             |               |
| 06月28日   | ぱずるまにあ2                                               | ハムスター                             |               |
| 07月26日   | ちっぽけラルフの大冒険                                      | アーテイン                             |               |
| 07月26日   | BOXER'S ROAD                                                | アーテイン                             |               |
| 07月26日   | SuperLite 1500シリーズ チキチキちきん                       | サクセス                               |               |
| 07月26日   | メモリアル☆シリーズ サンソフト Vol.1                        | サン電子                               |               |
| 07月26日   | タイニーバレット                                            | ソニー・コンピュータエンタテインメント |               |
| 07月26日   | ツイステッド・メタル EX                                     | ソニー・コンピュータエンタテインメント |               |
| 07月26日   | デストラクション・ダービー                                  | ソニー・コンピュータエンタテインメント |               |
| 07月26日   | ベアルファレス                                              | ソニー・コンピュータエンタテインメント |               |
| 07月26日   | ロビット・モン・ジャ                                        | ソニー・コンピュータエンタテインメント |               |
| 07月26日   | ワイルドアームズ                                            | ソニー・コンピュータエンタテインメント |               |
| 07月26日   | AI将棋 セレクション                                         | ハムスター                             |               |
| 07月26日   | ザ・ファミレス〜史上最強のメニュー〜                        | ハムスター                             |               |
| 07月26日   | ARMORED CORE                                                | フロム・ソフトウェア                   | PSP非対応     |
| 07月26日   | KING'S FIELD                                                | フロム・ソフトウェア                   |               |
| 08月30日   | アーケードヒッツ ソニックウィングス・スペシャル             | ハムスター                             |               |
| 08月30日   | ATHENA 〜Awaking from the ordinary life〜                   | SNKプレイモア                          |               |
| 08月30日   | ECHO NIGHT                                                  | フロム・ソフトウェア                   |               |
| 08月30日   | 俺の料理                                                    | ソニー・コンピュータエンタテインメント | PSP非対応     |
| 08月30日   | 学校であった怖い話S                                         | バンプレスト                           |               |
| 08月30日   | KING'S FIELD II                                             | フロム・ソフトウェア                   |               |
| 08月30日   | クラッシュ・バンディクー2 コルテックスの逆襲!               | ソニー・コンピュータエンタテインメント | PS Vita非対応 |
| 08月30日   | ザ・コンビニ2 全国チェーン展開だ!                           | ハムスター                             |               |
| 08月30日   | サルゲッチュ                                                | ソニー・コンピュータエンタテインメント | PSP非対応     |
| 08月30日   | 三洋パチンコパラダイス5 ウキウキ大漁旗                      | アイレムソフトウェアエンジニアリング   |               |
| 08月30日   | 新装開店!!わんわん海物語 三洋パチンコパラダイスDX           | アイレムソフトウェアエンジニアリング   |               |
| 08月30日   | Prismaticallization                                         | アークシステムワークス                 |               |
| 08月30日   | メモリアル☆シリーズ サンソフト Vol.2                        | サン電子                               |               |
| 08月30日   | ワイプアウト                                                | ソニー・コンピュータエンタテインメント |               |
| 09月27日   | アジト                                                      | ハムスター                             |               |
| 09月27日   | がんばれゴエモン〜宇宙海賊アコギング〜                      | コナミデジタルエンタテインメント       |               |
| 09月27日   | クラッシュ・バンディクー3 ブッとび!世界一周                 | ソニー・コンピュータエンタテインメント | PS Vita非対応 |
| 09月27日   | SHADOW TOWER                                                | フロム・ソフトウェア                   |               |
| 09月27日   | ブルーブレイカー 〜笑顔の約束〜                             | ハムスター                             |               |
| 09月27日   | ポポロクロイス物語                                          | ソニー・コンピュータエンタテインメント |               |
| 09月27日   | みちのく秘湯恋物語 kai                                      | フォグ                                 |               |
| 09月27日   | メモリアル☆シリーズ サンソフト Vol.3                        | サン電子                               |               |
| 09月27日   | ARMORED CORE PROJECT PHANTASMA                              | フロム・ソフトウェア                   | PSP非対応     |
| 10月10日   | 三洋パチンコパラダイス                                      | アイレムソフトウェアエンジニアリング   |               |
| 10月10日   | 三洋パチンコパラダイス2                                     | アイレムソフトウェアエンジニアリング   |               |
| 10月10日   | ポポローグ                                                  | ソニー・コンピュータエンタテインメント |               |
| 10月10日   | アランドラ                                                  | ソニー・コンピュータエンタテインメント |               |
| 10月10日   | XI [sai] JUMBO                                              | ソニー・コンピュータエンタテインメント |               |
| 10月10日   | 花札グラフィティー 恋々物語                                 | ハムスター                             |               |
| 10月10日   | KING'S FIELD III                                            | フロム・ソフトウェア                   |               |
| 10月10日   | ECHO NIGHT #2 眠りの支配者                                  | フロム・ソフトウェア                   |               |
| 10月24日   | Neo ATLAS                                                   | アートディンク                         |               |
| 10月24日   | クライムクラッカーズ                                        | ソニー・コンピュータエンタテインメント |               |
| 10月24日   | サーカディア                                                | ソニー・コンピュータエンタテインメント |               |
| 10月24日   | 花と龍 〜花札・麻雀〜                                       | ハムスター                             |               |
| 10月24日   | 探偵 神宮寺三郎 夢の終わりに                                | ワークジャム                           | 配信終了      |
| 11月14日   | 三洋パチンコパラダイス3〜わんわん大行進〜                   | アイレムソフトウェアエンジニアリング   |               |
| 11月14日   | 三洋パチンコパラダイス4〜寿司屋だ源さん!!〜                 | アイレムソフトウェアエンジニアリング   |               |
| 11月14日   | アークザラッドII                                            | ソニー・コンピュータエンタテインメント | PS3非対応     |
| 11月14日   | ベルデセルバ戦記〜翼の勲章〜                                | ソニー・コンピュータエンタテインメント |               |
| 11月14日   | アーケードヒッツ ムーンクレスタ                             | ハムスター                             |               |
| 11月14日   | ブルーブレイカー バースト 〜微笑みを貴方と〜                | ハムスター                             |               |
| 11月28日   | 聖霊機ライブレード                                          | ウィンキーソフト                       | 配信終了      |
| 11月28日   | ポイッターズ ポイント                                       | コナミデジタルエンタテインメント       |               |
| 11月28日   | SuperLite 1500シリーズ フィッシング倶楽部〜防波堤の釣り篇〜 | サクセス                               | 配信終了      |
| 11月28日   | SuperLite 1500シリーズ フィッシング倶楽部〜ボートの釣り篇〜 | サクセス                               | 配信終了      |
| 11月28日   | SuperLite 1500シリーズ フィッシング倶楽部〜浜の釣り篇〜     | サクセス                               | 配信終了      |
| 11月28日   | メディーバル 甦ったガロメアの勇者                           | ソニー・コンピュータエンタテインメント | PS3非対応     |
| 11月28日   | ワイルドアームズ 2nd イグニッション                         | ソニー・コンピュータエンタテインメント |               |
| 11月28日   | アーケードヒッツ フリスキー・トム                           | ハムスター                             |               |
| 11月28日   | フォーメーションサッカー'98                                 | ハムスター                             | 配信終了      |
| 11月28日   | ARMORED CORE MASTER OF ARENA                                | フロム・ソフトウェア                   | PSP非対応     |
| 12月12日   | ファルカタ 〜アストラン・パードマの紋章〜                   | ガスト                                 |               |
| 12月12日   | アークザラッド・モンスターゲーム with カジノゲーム          | ソニー・コンピュータエンタテインメント | PS3非対応     |
| 12月12日   | ブルーブレイカーバースト 〜笑顔の明日に〜                   | ハムスター                             |               |
| 12月26日   | BIOHAZARD 2                                                 | カプコン                               |               |
| 12月26日   | マリーのアトリエ プラス -ザールブルグの錬金術士-            | ガスト                                 |               |
| 12月26日   | ロビン・ロイドの冒険                                        | ガスト                                 |               |
| 12月26日   | BAROQUE 歪んだ妄想                                          | スティング                             |               |
| 12月26日   | I.Q Intelligent Qube                                        | ソニー・コンピュータエンタテインメント |               |
| 12月26日   | クライムクラッカーズ 2                                      | ソニー・コンピュータエンタテインメント |               |
| 12月26日   | ポポロクロイス物語II                                        | ソニー・コンピュータエンタテインメント |               |
| 12月26日   | アーケードヒッツ マジカルドロップ                           | ハムスター                             |               |
| 12月26日   | 探偵 神宮寺三郎 アーリーコレクション                        | ワークジャム                           | 配信終了      |

### 2008年（全110タイトル）
| 配信開始日 | タイトル                                     | 販売メーカー                           | 備考              |
| ---------- | -------------------------------------------- | -------------------------------------- | ----------------- |
| 01月16日   | アークザラッドIII                            | ソニー・コンピュータエンタテインメント |                   |
| 01月16日   | I.Q FINAL                                    | ソニー・コンピュータエンタテインメント |                   |
| 01月30日   | デザエモン プラス                            | トリニティ                             | 配信終了          |
| 01月30日   | 黒い瞳のノア -Cielgris Fantasm-              | ガスト                                 |                   |
| 01月30日   | プロ麻雀 極PLUS                              | トリニティ                             | 配信終了          |
| 01月30日   | ブロックくずし                               | ハムスター                             |                   |
| 01月30日   | わいわい草野球                               | ハムスター                             |                   |
| 02月13日   | モータートゥーン・グランプリ USA EDITION     | ソニー・コンピュータエンタテインメント |                   |
| 02月13日   | マジカルダイスキッズ                         | ソニー・コンピュータエンタテインメント |                   |
| 02月13日   | 信長秘録 下天の夢                            | トリニティ                             | 配信終了          |
| 02月13日   | マネーアイドル エクスチェンジャー            | トリニティ                             | 配信終了          |
| 02月13日   | メールプラーナ                               | ガスト                                 |                   |
| 02月13日   | わいわいカート                               | ハムスター                             |                   |
| 02月27日   | ウンジャマ・ラミー                           | ソニー・コンピュータエンタテインメント |                   |
| 02月27日   | BAROQUE▲SYNDROME                             | スティング                             |                   |
| 02月27日   | 井出洋介の麻雀教室                           | トリニティ                             | 配信終了          |
| 02月27日   | わいわいボウリング                           | ハムスター                             |                   |
| 03月12日   | アディのおくりもの                           | ソニー・コンピュータエンタテインメント |                   |
| 03月12日   | スパイロ・ザ・ドラゴン                       | ソニー・コンピュータエンタテインメント | PS Vita非対応     |
| 03月12日   | 学校をつくろう!!                             | マーベラスエンターテイメント           |                   |
| 03月12日   | 川のぬし釣り 〜秘境を求めて〜                | マーベラスエンターテイメント           |                   |
| 03月21日   | デザエモン Kids！                            | トリニティ                             | 配信終了          |
| 03月21日   | プロ麻雀 極 PLUS II                          | トリニティ                             | 配信終了          |
| 03月21日   | エリーのアトリエ 〜ザールブルグの錬金術士2〜 | ガスト                                 |                   |
| 03月21日   | METAL GEAR SOLID                             | コナミデジタルエンタテインメント       |                   |
| 03月21日   | クラッシュ・バンディクー カーニバル          | ソニー・コンピュータエンタテインメント | PS Vita非対応     |
| 03月21日   | マスター・オブ・モンスターズ 〜暁の賢者達〜  | ハムスター                             |                   |
| 04月17日   | アテナの家庭盤 -ファミリーゲームス-          | トリニティ                             | 配信終了          |
| 04月17日   | スパイロ×スパークス トンでもツアーズ         | ソニー・コンピュータエンタテインメント | PS Vita非対応     |
| 04月17日   | マジカルドロップF 大冒険もラクじゃない！     | ハムスター                             |                   |
| 04月30日   | アーケードヒッツ 紫炎龍                      | ハムスター                             |                   |
| 04月30日   | Wizard's Harmony                             | アークシステムワークス                 |                   |
| 04月30日   | 女子高生の放課後 ぷくんパ                    | トリニティ                             | 配信終了          |
| 04月30日   | BLOODY ROAR                                  | ハドソン                               | 現在はKDEより配信 |
| 04月30日   | プロ麻雀 極 天元戦編                         | トリニティ                             | 配信終了          |
| 05月14日   | どっちもメチャメチャ ドッチメチャ            | ソニー・コンピュータエンタテインメント |                   |
| 05月14日   | ネクタリス                                   | ハドソン                               | 現在はKDEより配信 |
| 05月14日   | POLICENAUTS                                  | コナミデジタルエンタテインメント       |                   |
| 05月28日   | ボンバーマン                                 | ハドソン                               | 現在はKDEより配信 |
| 05月28日   | Wizard's Harmony 2                           | アークシステムワークス                 |                   |
| 05月28日   | ここ掘れ!プッカ                              | ソニー・コンピュータエンタテインメント |                   |
| 05月28日   | ロードモナーク〜新・ガイア王国記〜           | ハムスター                             |                   |
| 06月11日   | 玉繭物語                                     | 元気                                   |                   |
| 06月11日   | クラッシュ・バンディクー レーシング          | ソニー・コンピュータエンタテインメント | PS Vita非対応     |
| 06月11日   | Acid                                         | ハムスター                             |                   |
| 06月11日   | 山佐Digiガイド エム771                       | ヤマサエンタテインメント               | 配信終了          |
| 06月11日   | 山佐Digiガイド ニューパルサーR               | ヤマサエンタテインメント               | 配信終了          |
| 06月11日   | 山佐Digiガイド ハイパーラッシュ              | ヤマサエンタテインメント               | 配信終了          |
| 06月25日   | アインハンダー                               | スクウェア・エニックス                 |                   |
| 06月25日   | アストロノーカ                               | スクウェア・エニックス                 |                   |
| 06月25日   | ゼノギアス                                   | スクウェア・エニックス                 |                   |
| 06月25日   | FIGHTERS' IMPACT                             | スクウェア・エニックス                 |                   |
| 06月25日   | ラクガキショータイム                         | スクウェア・エニックス                 |                   |
| 06月25日   | RAYSTORM                                     | スクウェア・エニックス                 |                   |
| 07月09日   | アクアノートの休日 MEMORIES OF SUMMER 1996   | アートディンク                         |                   |
| 07月09日   | Wizard's Harmony R                           | アークシステムワークス                 |                   |
| 07月09日   | エアガイツ                                   | スクウェア・エニックス                 |                   |
| 07月09日   | b.l.u.e. Legend of water                     | ハドソン                               | 現在はKDEより配信 |
| 07月09日   | BRAVE FENCER 武蔵伝                          | スクウェア・エニックス                 |                   |
| 07月09日   | RAYCRISIS                                    | スクウェア・エニックス                 |                   |
| 07月23日   | ARKANOID RETURNS                             | スクウェア・エニックス                 |                   |
| 07月23日   | グリルロジック                               | SEモバイル・アンド・オンライン         |                   |
| 07月23日   | ダイスDEチョコボ                             | スクウェア・エニックス                 |                   |
| 07月23日   | チョコボスタリオン                           | スクウェア・エニックス                 |                   |
| 07月23日   | 山佐Digiセレクション                         | ヤマサエンタテインメント               | 配信終了          |
| 08月13日   | アクアノートの休日2                          | アートディンク                         |                   |
| 08月13日   | プロジェクト・ガイアレイ                     | SEモバイル・アンド・オンライン         |                   |
| 08月13日   | BELTLOGGER 9                                 | 元気                                   |                   |
| 08月13日   | 双界儀                                       | スクウェア・エニックス                 |                   |
| 08月13日   | まじかるでーと ドキドキ告白大作戦            | スクウェア・エニックス                 |                   |
| 08月27日   | キャロムショット2                            | アジェンダ                             |                   |
| 08月27日   | Gダライアス                                  | スクウェア・エニックス                 |                   |
| 08月27日   | 精霊召喚 〜プリンセス オブ ダークネス〜      | SEモバイル・アンド・オンライン         |                   |
| 08月27日   | ブロキッズ                                   | トリニティ                             | 配信終了          |
| 08月27日   | ボンバーマン ファンタジーレース              | ハドソン                               | 現在はKDEより配信 |
| 08月27日   | 山佐Digiセレクション2                        | ヤマサエンタテインメント               | 配信終了          |
| 09月10日   | できる!ゲームセンター                        | SEモバイル・アンド・オンライン         |                   |
| 09月10日   | リンダキューブ アゲイン                      | ソニー・コンピュータエンタテインメント |                   |
| 09月10日   | サイキックフォース2                          | スクウェア・エニックス                 |                   |
| 09月10日   | PUZZLE BOBBLE 2                              | スクウェア・エニックス                 |                   |
| 09月24日   | 後夜祭                                       | SEモバイル・アンド・オンライン         |                   |
| 09月24日   | プチカラット                                 | スクウェア・エニックス                 |                   |
| 09月24日   | ボンバーマンランド                           | ハドソン                               | 現在はKDEより配信 |
| 09月24日   | FISH EYES                                    | マーベラスエンターテイメント           |                   |
| 10月15日   | 痛快!!スロット・シューティング               | SEモバイル・アンド・オンライン         |                   |
| 10月15日   | SPACE INVADERS                               | スクウェア・エニックス                 |                   |
| 10月29日   | 幻想のアルテミス                             | SEモバイル・アンド・オンライン         |                   |
| 10月29日   | RAY TRACERS                                  | スクウェア・エニックス                 |                   |
| 10月29日   | フロントミッションオルタナティヴ             | スクウェア・エニックス                 |                   |
| 10月29日   | 山佐Digiガイド ファウスト                    | ヤマサエンタテインメント               | 配信終了          |
| 11月12日   | ビルクラッシュ                               | SEモバイル・アンド・オンライン         |                   |
| 11月12日   | フロントミッション ザ・ファースト            | スクウェア・エニックス                 |                   |
| 11月12日   | LAND MAKER                                   | スクウェア・エニックス                 |                   |
| 11月12日   | 闘姫伝承〜ANGEL EYES〜                       | テクモ                                 |                   |
| 11月26日   | ウェルトオブ・イストリア                     | ハドソン                               | 現在はKDEより配信 |
| 11月26日   | カルドセプト エキスパンション・プラス        | メディアファクトリー                   |                   |
| 11月26日   | サガ フロンティア                            | スクウェア・エニックス                 |                   |
| 11月26日   | ブシドーブレード                             | スクウェア・エニックス                 |                   |
| 11月26日   | 刻命館                                       | テクモ                                 |                   |
| 12月10日   | シルバー事件                                 | グラスホッパー・マニファクチュア       | 配信終了          |
| 12月10日   | サガ フロンティア2                           | スクウェア・エニックス                 |                   |
| 12月10日   | ブシドーブレード弐                           | スクウェア・エニックス                 |                   |
| 12月10日   | PUZZLE BOBBLE 3DX                            | スクウェア・エニックス                 |                   |
| 12月10日   | デッド オア アライブ                         | テクモ                                 |                   |
| 12月24日   | BIOHAZARD 3 LAST ESCAPE                      | カプコン                               |                   |
| 12月24日   | フロントミッション2                          | スクウェア・エニックス                 |                   |
| 12月24日   | ブリガンダイン グランドエディション          | ハピネット                             |                   |
| 12月24日   | 影牢 〜刻命館 真章〜                         | テクモ                                 |                   |
| 12月24日   | 牧場物語 ハーベストムーン                    | マーベラスエンターテイメント           |                   |
| 12月24日   | 牧場物語 ハーベストムーン for ガール         | マーベラスエンターテイメント           |                   |

### 2009年（全86タイトル）
| 配信開始日 | タイトル                                            | 販売メーカー                             | 備考          |
| ---------- | --------------------------------------------------- | ---------------------------------------- | ------------- |
| 01月14日   | G-POLICE                                            | ソニー・コンピュータエンタテインメント   |               |
| 01月14日   | ぽっぷんぽっぷ                                      | スクウェア・エニックス                   |               |
| 01月14日   | モンスターファームジャンプ                          | テクモ                                   |               |
| 01月14日   | 探偵 神宮寺三郎 未完のルポ                          | ワークジャム                             | 配信終了      |
| 01月28日   | CHAOS BREAK -Episode from "CHAOS HEAT"              | スクウェア・エニックス                   |               |
| 01月28日   | ファーランドストーリー 四つの封印                   | テイジイエル企画                         |               |
| 01月28日   | 蒼魔灯                                              | テクモ                                   |               |
| 01月28日   | 探偵 神宮寺三郎 灯火が消えぬ間に                    | ワークジャム                             | 配信終了      |
| 02月10日   | ルナ・ウイング 〜時を越えた聖戦〜                   | SEモバイル・アンド・オンライン           |               |
| 02月10日   | チョコボレーシング 〜幻界へのロード〜               | スクウェア・エニックス                   |               |
| 02月10日   | KulaQuest                                           | ソニー・コンピュータエンタテインメント   |               |
| 02月10日   | フィッシュアイズII                                  | マーベラスエンターテイメント             |               |
| 02月25日   | 裏技麻雀〜これって天和ってやつかい〜                | スパイク                                 |               |
| 02月25日   | 天使同盟                                            | テイジイエル企画                         |               |
| 02月25日   | 学校をつくろう!!2                                   | マーベラスエンターテイメント             |               |
| 02月25日   | ファイヤープロレスリングG                           | スパイク                                 |               |
| 02月25日   | Knight & Baby                                       | タムソフト                               |               |
| 03月11日   | 超兄貴 〜究極無敵銀河最強男〜                       | エクストリーム                           |               |
| 03月11日   | Neo ATLAS II                                        | アートディンク                           |               |
| 03月11日   | 山佐Digiガイド ウメカゲツR                          | ヤマサエンタテインメント                 | 配信終了      |
| 03月25日   | アドヴァンスド ヴァリアブル・ジオ                   | テイジイエル企画                         |               |
| 03月25日   | Carnage Heart EZ                                    | アートディンク                           |               |
| 03月25日   | フロントミッション3                                 | スクウェア・エニックス                   |               |
| 03月25日   | 重装機兵ヴァルケン2                                 | エクストリーム                           |               |
| 04月10日   | ファイナルファンタジーVII インターナショナル        | スクウェア・エニックス                   |               |
| 04月22日   | グランディア                                        | ゲームアーツ                             |               |
| 04月22日   | Lunatic Dawn Odyssey                                | アートディンク                           |               |
| 04月22日   | TILK 〜青い海から来た少女〜                         | テイジイエル企画                         |               |
| 04月22日   | 学校をつくろう!! 校長先生物語                       | マーベラスエンターテイメント             |               |
| 04月22日   | ラングリッサーI&II                                  | エクストリーム                           |               |
| 05月13日   | ZEUS CARNAGE HEART SECOND                           | アートディンク                           |               |
| 05月13日   | アルバレアの乙女〜麗しの聖騎士たち〜                | エクストリーム                           |               |
| 05月13日   | ファイナルファンタジータクティクス                  | スクウェア・エニックス                   |               |
| 05月27日   | ひみつ戦隊メタモルVデラックス                       | 毎日コミュニケーションズ                 |               |
| 05月27日   | ドリーム・ジェネレーション 〜恋か? 仕事か!?〜       | エクストリーム                           |               |
| 05月27日   | 魔法使いになる方法                                  | テイジイエル企画                         |               |
| 06月10日   | ZEUS II Carnage Heart                               | アートディンク                           |               |
| 06月24日   | ファーランドサーガ 時の道標                         | テイジイエル企画                         |               |
| 06月24日   | ファイナルファンタジー                              | スクウェア・エニックス                   |               |
| 07月08日   | ガイアシード                                        | ハムスター                               |               |
| 07月08日   | でろーんでろでろ                                    | テクモ                                   |               |
| 07月08日   | ファイナルファンタジーII                            | スクウェア・エニックス                   |               |
| 07月22日   | TALL TWINS TOWER                                    | ハムスター                               |               |
| 08月12日   | アーケードヒッツ 水滸演武                           | ハムスター                               |               |
| 08月12日   | 最強東大将棋                                        | 毎日コミュニケーションズ                 |               |
| 08月12日   | ベイグラントストーリー                              | スクウェア・エニックス                   |               |
| 08月12日   | Rapid Racer                                         | ソニー・コンピュータエンタテインメント   |               |
| 08月12日   | ロックマン                                          | カプコン                                 |               |
| 08月26日   | 快速天使                                            | ハムスター                               |               |
| 08月26日   | PMS Vol.1 ドラゴンナイツ グロリアス                 | シャノン                                 |               |
| 08月26日   | PMS Vol.2 死者の呼ぶ館                              | シャノン                                 |               |
| 08月26日   | 本格麻雀 徹萬SPECIAL                                | 加賀クリエイト                           | 配信終了      |
| 09月09日   | ロックマン2 Dr.ワイリーの謎                         | カプコン                                 |               |
| 09月09日   | サイドポケット3                                     | ハムスター                               |               |
| 09月24日   | テーマパーク                                        | エレクトロニック・アーツ                 | 配信終了      |
| 09月24日   | 日本プロ麻雀連盟公認 道場破り                       | 加賀クリエイト                           | 配信終了      |
| 09月24日   | PMS Vol.3 ラビッシュ ブレイズン                     | シャノン                                 |               |
| 09月24日   | Epica Stella                                        | ハムスター                               |               |
| 09月24日   | 1 on 1                                              | ジョルダン                               | PS Vita非対応 |
| 09月24日   | テーマアクアリウム                                  | エレクトロニック・アーツ                 |               |
| 09月24日   | ファイナルファンタジーVIII                          | スクウェア・エニックス                   |               |
| 10月14日   | PMS Vol.4 Catch! 〜気持ちセンセーション〜           | シャノン                                 |               |
| 10月14日   | ポピュラス ザ・ビギニング                           | エレクトロニック・アーツ                 | 配信終了      |
| 10月14日   | 御神楽少女探偵団                                    | ハムスター                               |               |
| 10月28日   | 日本プロ麻雀連盟公認 本格プロ麻雀 真・徹萬          | 加賀クリエイト                           | 配信終了      |
| 10月28日   | ルシファー・リング                                  | ハムスター                               |               |
| 10月28日   | テーマホスピタル                                    | エレクトロニック・アーツ                 | 配信終了      |
| 10月28日   | PMS Vol.5 ごちゃちる                                | シャノン                                 |               |
| 11月11日   | ソビエトストライク                                  | エレクトロニック・アーツ                 | 配信終了      |
| 11月11日   | ときめきメモリアル〜forever with you〜 PS one Books | コナミデジタルエンタテインメント         |               |
| 11月11日   | 猫侍                                                | ハムスター                               |               |
| 11月11日   | PMS Vol.6 ONI零〜復活〜                             | シャノン                                 |               |
| 11月25日   | 続 御神楽少女探偵団 〜完結編〜                      | ハムスター                               |               |
| 11月25日   | 手ほどき麻雀 入門編                                 | 加賀クリエイト                           | 配信終了      |
| 11月25日   | ラングリッサーIV&V FINAL EDITION                    | エクストリーム                           |               |
| 11月25日   | ハイオクタン                                        | エレクトロニック・アーツ                 | 配信終了      |
| 11月25日   | ときめきメモリアル2 コナミ ザ・ベスト               | コナミデジタルエンタテインメント         |               |
| 11月25日   | ときめきメモリアル2 EVSアペンドディスク             | コナミデジタルエンタテインメント         |               |
| 12月09日   | マジカルドロップIII よくばり特大号!                 | ハムスター                               |               |
| 12月09日   | マジック カーペット                                 | エレクトロニック・アーツ                 | 配信終了      |
| 12月09日   | 満福!!鍋家族                                        | ハムスター                               |               |
| 12月24日   | NOëL NOT DiGITAL                                    | ハムスター                               | PS Vita非対応 |
| 12月24日   | もってけたまごWithがんばれ!かものはし               | 加賀クリエイト                           | 配信終了      |
| 12月24日   | テーマパーク ワールド                               | エレクトロニック・アーツ                 | 配信終了      |
| 12月24日   | ブラックマトリクスクロス                            | ガンホー・オンライン・エンターテイメント | 配信終了      |
| 12月24日   | 焼肉奉行                                            | ハムスター                               |               |

### 2010年（全186タイトル）
| 配信開始日 | タイトル                                                                    | 販売メーカー                             | 備考          |
| ---------- | --------------------------------------------------------------------------- | ---------------------------------------- | ------------- |
| 01月13日   | ハイパークレイジークライマー                                                | ハムスター                               |               |
| 01月13日   | チャンピオンシップバス                                                      | エレクトロニック・アーツ                 | 配信終了      |
| 01月13日   | キュイーン                                                                  | ハムスター                               |               |
| 01月13日   | ときめきメモリアル 対戦ぱずるだま                                           | コナミデジタルエンタテインメント         |               |
| 01月27日   | 日本プロ麻雀連盟公認 道場破り 2                                             | 加賀クリエイト                           | 配信終了      |
| 01月27日   | 格ゲー野郎 Fighting Game Creator                                            | ハムスター                               |               |
| 01月27日   | やきとり娘〜スゴ腕繁盛記〜                                                  | ハムスター                               |               |
| 01月27日   | ときめきメモリアル2 対戦ぱずるだま                                          | コナミデジタルエンタテインメント         |               |
| 02月10日   | ブラックマトリクスダブルオー                                                | ガンホー・オンライン・エンターテイメント | 配信終了      |
| 02月10日   | ファミリーチェス                                                            | ハムスター                               |               |
| 02月10日   | センチメンタルグラフティ                                                    | ガンホー・オンライン・エンターテイメント |               |
| 02月24日   | 日本プロ麻雀連盟公認 THE プロ麻雀 免許皆伝                                  | 加賀クリエイト                           | 配信終了      |
| 02月24日   | ファミリーダイヤモンド                                                      | ハムスター                               |               |
| 02月24日   | デッドヒートロード                                                          | ハムスター                               |               |
| 02月24日   | ときめきの放課後ねっ★クイズしよ♥                                            | コナミデジタルエンタテインメント         |               |
| 02月24日   | THUNDERFORCE V Perfect System                                               | トゥエンティワン                         | 配信終了      |
| 03月10日   | ファミリー軍人将棋                                                          | ハムスター                               |               |
| 03月10日   | パペットズー・ピロミィ                                                      | ハムスター                               |               |
| 03月10日   | SIMPLE1500シリーズ Vol.14 THE ブロックくずし                                | ディースリー・パブリッシャー             |               |
| 03月10日   | SIMPLE1500シリーズ Vol.15 THE パチンコ                                      | ディースリー・パブリッシャー             |               |
| 03月10日   | SIMPLE1500シリーズ Vol.18 THE ボーリング                                    | ディースリー・パブリッシャー             |               |
| 03月10日   | SIMPLE1500シリーズ Vol.31 THE サウンドノベル                                | ディースリー・パブリッシャー             |               |
| 03月10日   | Neorude                                                                     | トゥエンティワン                         | 配信終了      |
| 03月24日   | 爆裂商人 宇宙豪商伝                                                         | ハムスター                               |               |
| 03月24日   | 元祖ファミリーマージャン                                                    | ハムスター                               |               |
| 03月24日   | マイガーデン                                                                | トゥエンティワン                         | 配信終了      |
| 03月24日   | SIMPLE1500シリーズ Vol.32 THE ボクシング                                    | ディースリー・パブリッシャー             |               |
| 03月24日   | SIMPLE1500シリーズ Vol.35 THE シューティング                                | ディースリー・パブリッシャー             |               |
| 03月24日   | SIMPLE1500シリーズ Vol.37 THE イラストパズル&スライドパズル                 | ディースリー・パブリッシャー             |               |
| 03月24日   | SIMPLE1500シリーズ Vol.43 THE 花札2                                         | ディースリー・パブリッシャー             |               |
| 04月14日   | 星のまほろば                                                                | ジョルダン                               | PS Vita非対応 |
| 04月14日   | 球転界                                                                      | トゥエンティワン                         | 配信終了      |
| 04月14日   | ハムスター倶楽部-i(愛)                                                      | ジョルダン                               | PS Vita非対応 |
| 04月14日   | アーケードヒッツ ウルフファング                                             | ハムスター                               |               |
| 04月14日   | ZERO DIVIDE                                                                 | ズーム                                   |               |
| 04月14日   | SIMPLE1500シリーズ Vol.28 THE ダンジョン RPG                                | ディースリー・パブリッシャー             |               |
| 04月14日   | SIMPLE1500シリーズ Vol.33 THE 卓球                                          | ディースリー・パブリッシャー             |               |
| 04月14日   | SIMPLE1500シリーズ Vol.39 THE 麻雀2                                         | ディースリー・パブリッシャー             |               |
| 04月14日   | SIMPLE1500シリーズ Vol.40 THE 将棋2                                         | ディースリー・パブリッシャー             |               |
| 04月14日   | HASHIRIYA〜狼たちの伝説〜                                                   | ハムスター                               |               |
| 04月14日   | ARTDINK BEST CHOICE クーロンズ・ゲート -九龍風水傳-                         | アートディンク                           |               |
| 04月28日   | 忍ノ六                                                                      | ハムスター                               |               |
| 04月28日   | ロックマン3 Dr.ワイリーの最期!?                                             | カプコン                                 |               |
| 04月28日   | グランド・ストローク                                                        | ハムスター                               |               |
| 04月28日   | SIMPLE1500シリーズ Vol.36 THE 恋愛シミュレーション 〜夏色セレブレーション〜 | ディースリー・パブリッシャー             |               |
| 04月28日   | SIMPLE1500シリーズ Vol.41 THE リバーシ2                                     | ディースリー・パブリッシャー             |               |
| 04月28日   | SIMPLE1500シリーズ Vol.44 THE カード2                                       | ディースリー・パブリッシャー             |               |
| 04月28日   | SIMPLE1500シリーズ Vol.45 THE ブロックくずし2                               | ディースリー・パブリッシャー             |               |
| 04月28日   | Neorude2                                                                    | トゥエンティワン                         | 配信終了      |
| 05月12日   | 首領蜂                                                                      | ハムスター                               |               |
| 05月12日   | 世界最強銀星囲碁3                                                           | ハムスター                               |               |
| 05月12日   | 鋼鉄霊域                                                                    | トゥエンティワン                         | 配信終了      |
| 05月12日   | ZERO DIVIDE 2                                                               | ズーム                                   |               |
| 05月12日   | SIMPLE1500シリーズ Vol.48 THE パズル2                                       | ディースリー・パブリッシャー             |               |
| 05月12日   | SIMPLE1500シリーズ Vol.49 THE カジノ                                        | ディースリー・パブリッシャー             |               |
| 05月12日   | SIMPLE1500シリーズ Vol.53 THE ヘリコプター                                  | ディースリー・パブリッシャー             |               |
| 05月12日   | SIMPLE1500シリーズ Vol.55 THE ダーツ                                        | ディースリー・パブリッシャー             |               |
| 05月20日   | ファイナルファンタジーIX                                                    | スクウェア・エニックス                   |               |
| 05月26日   | Jet CopterX                                                                 | ハムスター                               |               |
| 05月26日   | 怒首領蜂                                                                    | ハムスター                               |               |
| 05月26日   | 風の丘公園にて                                                              | トゥエンティワン                         | 配信終了      |
| 05月26日   | SIMPLE1500シリーズ Vol.56 THE スナイパー                                    | ディースリー・パブリッシャー             |               |
| 05月26日   | SIMPLE1500シリーズ Vol.57 THE 迷路                                          | ディースリー・パブリッシャー             |               |
| 05月26日   | SIMPLE1500シリーズ Vol.59 THE 推理 〜IT探偵：18の事件簿〜                   | ディースリー・パブリッシャー             |               |
| 05月26日   | SIMPLE1500シリーズ Vol.60 THE テーブルホッケー                              | ディースリー・パブリッシャー             |               |
| 06月09日   | Neorude〜刻まれた紋章〜(ネオリュード3)                                      | トゥエンティワン                         | 配信終了      |
| 06月09日   | ザ・ファイヤーメン2 ピート & ダニー                                         | ハムスター                               |               |
| 06月09日   | 秘・宝・王 〜もうお前とは口きかん!!〜                                       | ハムスター                               |               |
| 06月09日   | SIMPLE1500シリーズ Vol.63 THE ガンシューティング2                           | ディースリー・パブリッシャー             |               |
| 06月09日   | SIMPLE1500シリーズ Vol.64 THE キックボクシング                              | ディースリー・パブリッシャー             |               |
| 06月09日   | SIMPLE1500シリーズ Vol.65 THE ゴルフ                                        | ディースリー・パブリッシャー             |               |
| 06月09日   | SIMPLE1500シリーズ Vol.70 THE ウォーシミュレーション 〜人の創りし者達〜     | ディースリー・パブリッシャー             |               |
| 06月23日   | デュープリズム                                                              | スクウェア・エニックス                   |               |
| 06月23日   | REVERTHION                                                                  | トゥエンティワン                         | 配信終了      |
| 06月23日   | NOëL 〜La neige〜                                                           | ハムスター                               |               |
| 06月23日   | ZIG ZAG BALL                                                                | ハムスター                               |               |
| 06月23日   | SIMPLE1500シリーズ Vol.69 THE パターゴルフ                                  | ディースリー・パブリッシャー             |               |
| 06月23日   | SIMPLE1500シリーズ Vol.71 THE 恋愛シミュレーション2 〜ふれあい〜            | ディースリー・パブリッシャー             |               |
| 06月23日   | SIMPLE1500シリーズ Vol.72 THE ビーチバレー                                  | ディースリー・パブリッシャー             |               |
| 06月23日   | SIMPLE1500シリーズ Vol.74 THE ホラーミステリー 〜惨劇館ケビン伯爵の復活〜   | ディースリー・パブリッシャー             |               |
| 07月14日   | 真・女神転生                                                                | アトラス                                 |               |
| 07月14日   | 0からの麻雀 麻雀幼稚園 たまご組                                             | ガンホー・オンライン・エンターテイメント |               |
| 07月14日   | 負けるな!魔剣道2                                                            | ガンホー・オンライン・エンターテイメント |               |
| 07月14日   | まぼろし月夜                                                                | シムス                                   |               |
| 07月14日   | SIMPLE1500シリーズ Vol.78 THE ゼロヨン                                      | ディースリー・パブリッシャー             |               |
| 07月14日   | SIMPLE1500シリーズ Vol.82 THE 潜水艦                                        | ディースリー・パブリッシャー             |               |
| 07月14日   | SIMPLE1500シリーズ Vol.85 THE 戦国武将 〜天下統一の野望〜                   | ディースリー・パブリッシャー             |               |
| 07月14日   | SIMPLE1500シリーズ Vol.86 THE 鬼ごっこ                                      | ディースリー・パブリッシャー             |               |
| 07月14日   | くっつけっと                                                                | トゥエンティワン                         | 配信終了      |
| 07月14日   | NOëL 〜La neige〜 Special                                                   | ハムスター                               |               |
| 07月14日   | みんな集まれ! 囲碁教室                                                      | ハムスター                               |               |
| 07月28日   | ザナック×ザナック                                                           | ガンホー・オンライン・エンターテイメント |               |
| 07月28日   | 奏（騒）楽都市OSAKA                                                         | ガンホー・オンライン・エンターテイメント |               |
| 07月28日   | 聖剣伝説 LEGEND OF MANA                                                     | スクウェア・エニックス                   |               |
| 07月28日   | SIMPLE1500シリーズ Vol.87 THE 競艇                                          | ディースリー・パブリッシャー             |               |
| 07月28日   | SIMPLE1500シリーズ Vol.88 THE ギャル麻雀                                    | ディースリー・パブリッシャー             |               |
| 07月28日   | SIMPLE1500シリーズ Vol.90 THE 戦車                                          | ディースリー・パブリッシャー             |               |
| 07月28日   | SIMPLE1500シリーズ Vol.91 THE ギャンブラー                                  | ディースリー・パブリッシャー             |               |
| 07月28日   | おみせde店主                                                                | トゥエンティワン                         | 配信終了      |
| 07月28日   | アングラウォーカー                                                          | ハムスター                               |               |
| 07月28日   | Élan                                                                        | ハムスター                               |               |
| 07月28日   | SuperLite1500シリーズ おえかきパズル                                        | ハムスター                               |               |
| 07月28日   | SuperLite1500シリーズ カードII                                              | ハムスター                               |               |
| 07月28日   | SuperLite1500シリーズ バトルすごろくハンター                                | ハムスター                               |               |
| 08月11日   | 真・女神転生II                                                              | アトラス                                 |               |
| 08月11日   | LSD                                                                         | アスミック・エース エンタテインメント    |               |
| 08月11日   | ドカポン! 怒りの鉄剣                                                        | アスミック・エース エンタテインメント    |               |
| 08月11日   | マリオネットカンパニー                                                      | ガンホー・オンライン・エンターテイメント |               |
| 08月11日   | 0からの将棋 将棋幼稚園 あゆみ組                                             | ガンホー・オンライン・エンターテイメント |               |
| 08月11日   | SIMPLE1500シリーズ Vol.95 THE 飛行機                                        | ディースリー・パブリッシャー             |               |
| 08月11日   | SIMPLE1500シリーズ Vol.97 THE スカッシュ                                    | ディースリー・パブリッシャー             |               |
| 08月11日   | SIMPLE1500シリーズ Vol.98 THE フットサル                                    | ディースリー・パブリッシャー             | PSP非対応     |
| 08月11日   | SIMPLE1500シリーズ Vol.99 THE 剣道 〜剣の花道〜                             | ディースリー・パブリッシャー             |               |
| 08月11日   | あのこどこのこ                                                              | ハムスター                               |               |
| 08月11日   | SuperLite1500シリーズ Hooockey!!                                            | ハムスター                               |               |
| 08月11日   | SuperLite1500シリーズ ボンボート                                            | ハムスター                               |               |
| 08月11日   | SuperLite1500シリーズ おえかきパズル2                                       | ハムスター                               |               |
| 08月11日   | Love Game's わいわいテニス                                                  | ハムスター                               |               |
| 08月25日   | エバーグリーンアベニュー                                                    | ガンホー・オンライン・エンターテイメント |               |
| 08月25日   | オズの魔法使い 〜Another World〜 ルングルング                               | ガンホー・オンライン・エンターテイメント |               |
| 08月25日   | チョコボの不思議なダンジョン                                                | スクウェア・エニックス                   |               |
| 08月25日   | SIMPLE1500シリーズ Vol.100 THE 宇宙飛行士                                   | ディースリー・パブリッシャー             |               |
| 08月25日   | SIMPLE1500シリーズ Vol.101 THE 銭湯                                         | ディースリー・パブリッシャー             |               |
| 08月25日   | NOëL3 MISSION ON THE LINE                                                   | ハムスター                               |               |
| 08月25日   | SuperLite1500シリーズ クイズマスターレッド                                  | ハムスター                               |               |
| 08月25日   | SuperLite1500シリーズ パンゲア                                              | ハムスター                               |               |
| 08月25日   | SuperLite1500シリーズ ザ・カーリング                                        | ハムスター                               |               |
| 08月25日   | シルエットミラージュ 〜リプログラムド ホープ〜                              | ハムスター                               |               |
| 08月25日   | 夜想曲                                                                      | マーベラスエンターテイメント             |               |
| 09月08日   | 真・女神転生if...                                                           | アトラス                                 |               |
| 09月08日   | 夜想曲2                                                                     | マーベラスエンターテイメント             |               |
| 09月08日   | 0からの麻雀 麻雀幼稚園 たまご組2 〜大会へ行こう!〜                          | ガンホー・オンライン・エンターテイメント |               |
| 09月08日   | SuperLite1500シリーズ クイズマスターブルー                                  | ハムスター                               |               |
| 09月08日   | SuperLite1500シリーズ アンゴルモア99                                        | ハムスター                               |               |
| 09月08日   | SuperLite1500シリーズ あのこどこのこ エンドレスシーズン                     | ハムスター                               |               |
| 09月22日   | ルプ★さらだ                                                                 | ガンホー・オンライン・エンターテイメント |               |
| 09月22日   | 大運動会オルタナティブ                                                      | ガンホー・オンライン・エンターテイメント |               |
| 09月22日   | SuperLite1500シリーズ おえかきパズル3                                       | ハムスター                               |               |
| 09月22日   | SuperLite1500シリーズ ピンボール ゴールデンログレス                         | ハムスター                               |               |
| 09月22日   | 高機動幻想ガンパレード・マーチ                                              | ソニー・コンピュータエンタテインメント   |               |
| 10月13日   | 真・女神転生 デビルチルドレン 黒の書・赤の書                                | アトラス                                 |               |
| 10月13日   | ドラゴンマネー                                                              | ガンホー・オンライン・エンターテイメント |               |
| 10月13日   | NOON                                                                        | ガンホー・オンライン・エンターテイメント |               |
| 10月13日   | メモリアル☆シリーズ サンソフト Vol.4                                        | サン電子                                 |               |
| 10月13日   | SuperLite1500シリーズ クイズマスターイエロー                                | ハムスター                               |               |
| 10月13日   | サラリーマンチャンプ たたかうサラリーマン                                   | ハムスター                               |               |
| 10月13日   | 最強銀星麻雀                                                                | ハムスター                               |               |
| 10月27日   | アイレムアーケードクラシックス                                              | アイレムソフトウェアエンジニアリング     | 配信終了      |
| 10月27日   | わくわくバレー                                                              | トリニティ                               | 配信終了      |
| 10月27日   | マリオネットカンパニー2                                                     | ガンホー・オンライン・エンターテイメント |               |
| 10月27日   | フェイバリットディア 円環の物語                                             | ガンホー・オンライン・エンターテイメント |               |
| 10月27日   | チョコボの不思議なダンジョン2                                               | スクウェア・エニックス                   |               |
| 10月27日   | SuperLite1500シリーズ おえかきパズル4                                       | ハムスター                               |               |
| 10月27日   | 最強銀星チェス                                                              | ハムスター                               |               |
| 10月27日   | 海のぬし釣り 宝島に向かって                                                 | マーベラスエンターテイメント             |               |
| 11月04日   | パラサイト・イヴ                                                            | スクウェア・エニックス                   |               |
| 11月10日   | 峠MAX 最速ドリフトマスター                                                  | アトラス                                 |               |
| 11月10日   | 大運動会GTO                                                                 | ガンホー・オンライン・エンターテイメント |               |
| 11月10日   | 信長の野望 全・国・版                                                       | コーエーテクモゲームス                   |               |
| 11月10日   | 最強銀星将棋2                                                               | ハムスター                               |               |
| 11月10日   | SuperLite1500シリーズ おえかきパズル5                                       | ハムスター                               |               |
| 11月10日   | SuperLite1500シリーズ コットン100%                                          | ハムスター                               |               |
| 11月18日   | パラサイト・イヴ2                                                           | スクウェア・エニックス                   |               |
| 11月24日   | フェイバリットディア 純白の預言者                                           | ガンホー・オンライン・エンターテイメント |               |
| 11月24日   | ふぃんがあ★ふらっしんぐ                                                     | ガンホー・オンライン・エンターテイメント |               |
| 11月24日   | elan plus                                                                   | ハムスター                               |               |
| 11月24日   | SuperLite1500シリーズ 花札II                                                | ハムスター                               |               |
| 11月24日   | 海のOH! YAH!                                                                | マーベラスエンターテイメント             |               |
| 11月24日   | メモリアル☆シリーズ サンソフト Vol.5                                        | サン電子                                 |               |
| 11月24日   | 峠MAX2                                                                      | アトラス                                 |               |
| 12月06日   | ル コンチェルト フォルティシモ                                              | ガンホー・オンライン・エンターテイメント | 配信終了      |
| 12月06日   | ル コンチェルト ピアニシモ                                                  | ガンホー・オンライン・エンターテイメント | 配信終了      |
| 12月06日   | 高2→将軍                                                                    | ハムスター                               |               |
| 12月06日   | 四神の巻 古典詰碁集                                                         | ハムスター                               |               |
| 12月06日   | マイホームドリーム                                                          | マーベラスエンターテイメント             |               |
| 12月06日   | あすか120%スペシャル BURNING Fest.                                          | シー・エー・ピー                         |               |
| 12月16日   | 悪魔城ドラキュラX 月下の夜想曲                                              | コナミデジタルエンタテインメント         |               |
| 12月22日   | レジェンド オブ ドラグーン                                                  | ソニー・コンピュータエンタテインメント   |               |
| 12月22日   | 山佐Digiワールド テトラマスター                                             | ヤマサエンタテインメント                 | 配信終了      |
| 12月22日   | 魔女たちの眠り 復活祭                                                       | マーベラスエンターテイメント             |               |
| 12月22日   | デジタルグライダー エアマン                                                 | ハムスター                               |               |
| 12月22日   | 五竜陣 エレクトロ                                                           | ハムスター                               |               |
| 12月22日   | メタモル・パニック DOKI DOKI 妖魔バスターズ!!                               | シー・エー・ピー                         |               |
| 12月22日   | メモリアル☆シリーズ サンソフト Vol.6                                        | サン電子                                 |               |
| 12月22日   | 麻雀占いフォルトゥーナ〜月の女神たち〜                                      | ガンホー・オンライン・エンターテイメント |               |
| 12月22日   | アートカミオン 双六伝                                                       | ガンホー・オンライン・エンターテイメント |               |

### 2011年（全116タイトル）
| 配信開始日 | タイトル                                          | 販売メーカー                             | 備考     |
| ---------- | ------------------------------------------------- | ---------------------------------------- | -------- |
| 01月12日   | 花火 FANTAST                                      | ガンホー・オンライン・エンターテイメント |          |
| 01月12日   | ミスタープロスペクター ほりあてくん               | ハムスター                               |          |
| 01月12日   | ウキウキ釣り天国 〜人魚伝説の謎〜                 | ハムスター                               |          |
| 01月12日   | SPACE GRIFFON VF-9                                | インターレックス                         |          |
| 01月12日   | MAD STALKER -FULL METAL FORCE-                    | シー・エー・ピー                         |          |
| 01月26日   | PET PET PET                                       | ガンホー・オンライン・エンターテイメント |          |
| 01月26日   | 第2次スーパーロボット大戦                         | バンダイナムコゲームス                   | 配信終了 |
| 01月26日   | 第3次スーパーロボット大戦                         | バンダイナムコゲームス                   | 配信終了 |
| 01月26日   | スーパーロボット大戦EX                            | バンダイナムコゲームス                   | 配信終了 |
| 01月26日   | 撞球 re-mix ビリヤードマルチプル                  | ハムスター                               |          |
| 01月26日   | 水族館プロジェクト フィッシュハンターへの道       | ハムスター                               |          |
| 01月26日   | 初恋ばれんたいん                                  | シー・エー・ピー                         |          |
| 02月09日   | ファーストクイーンIV                              | ガンホー・オンライン・エンターテイメント |          |
| 02月09日   | ウキウキ釣り天国 〜川物語〜                       | ハムスター                               |          |
| 02月09日   | あすか120%エクセレント〜BURNING Fest. EXCELLENT〜 | シー・エー・ピー                         |          |
| 02月09日   | ロックマン4 新たなる野望!!                        | カプコン                                 |          |
| 02月09日   | CYBERBOTS FULLMETAL MADNESS                       | カプコン                                 |          |
| 02月09日   | ヴァンパイア セイヴァー EXエディション            | カプコン                                 |          |
| 02月09日   | スターグラディエイター EPISODE:I FINAL CRUSADE    | カプコン                                 |          |
| 02月23日   | キラーバス                                        | ガンホー・オンライン・エンターテイメント |          |
| 02月23日   | 大江戸風水因果律 花火2                            | ガンホー・オンライン・エンターテイメント |          |
| 02月23日   | ウキウキ釣り天国 魚神伝説を追え                   | ハムスター                               |          |
| 02月23日   | SuperLite 3in1シリーズ クイズ集                   | ハムスター                               |          |
| 02月23日   | キッチンぱにっく                                  | インターレックス                         |          |
| 02月23日   | 初恋ばれんたいんスペシャル                        | シー・エー・ピー                         |          |
| 02月23日   | OverBlood                                         | アルティ                                 |          |
| 03月09日   | プロレス戦国伝 HYPER TAG MATCH                    | ガンホー・オンライン・エンターテイメント |          |
| 03月09日   | レスキュー24アワーズ                              | ガンホー・オンライン・エンターテイメント |          |
| 03月09日   | U.P.P.                                            | インターレックス                         |          |
| 03月09日   | こみゅにてぃぽむ 〜思い出を抱きしめて〜           | シー・エー・ピー                         |          |
| 03月25日   | DESERTED ISLAND                                   | ガンホー・オンライン・エンターテイメント |          |
| 03月25日   | 甲子園V                                           | ガンホー・オンライン・エンターテイメント |          |
| 03月25日   | 風雨来記                                          | フォグ                                   |          |
| 03月25日   | SuperLite 3in1シリーズ おえかきパズル集           | ハムスター                               |          |
| 03月25日   | 惑星攻機隊りとるキャッツ                          | シー・エー・ピー                         |          |
| 03月25日   | パカパカパッション                                | ケムコ                                   | 配信終了 |
| 04月06日   | ファイナルファンタジーV                           | スクウェア・エニックス                   |          |
| 04月13日   | ヴィークル・キャヴァリアー                        | ガンホー・オンライン・エンターテイメント |          |
| 04月13日   | MAX SURFING 2000                                  | ガンホー・オンライン・エンターテイメント |          |
| 04月13日   | バウンティソード・ファースト                      | ハムスター                               |          |
| 04月13日   | あすか120%ファイナル〜BURNIG Fest. FINAL〜        | シー・エー・ピー                         |          |
| 04月13日   | ポケットファイター                                | カプコン                                 |          |
| 04月13日   | DINO CRISIS2                                      | カプコン                                 |          |
| 04月13日   | パカパカパッション2                               | ケムコ                                   | 配信終了 |
| 04月13日   | 豪血寺一族2 ちょっとだけ最強伝説                  | アトラス                                 |          |
| 04月20日   | ファイナルファンタジーVI                          | スクウェア・エニックス                   |          |
| 07月06日   | ブレス オブ ファイアIV うつろわざるもの           | カプコン                                 |          |
| 07月06日   | クロノ・クロス                                    | スクウェア・エニックス                   |          |
| 07月06日   | 第4次スーパーロボット大戦S                        | バンダイナムコゲームス                   | 配信終了 |
| 07月06日   | 新スーパーロボット大戦                            | バンダイナムコゲームス                   | 配信終了 |
| 07月06日   | 土器王紀                                          | バンダイナムコゲームス                   |          |
| 07月06日   | パンツァーバンディット                            | バンダイナムコゲームス                   |          |
| 07月06日   | 戦国夢幻                                          | バンダイナムコゲームス                   |          |
| 07月06日   | にゃんとワンダフル                                | バンダイナムコゲームス                   |          |
| 07月06日   | AERODIVE                                          | バンダイナムコゲームス                   |          |
| 07月06日   | 続ぐっすんおよよ                                  | バンダイナムコゲームス                   | 配信終了 |
| 07月06日   | 鉄拳 TEKKEN                                       | バンダイナムコゲームス                   |          |
| 07月06日   | 風のクロノア door to phantomile                   | バンダイナムコゲームス                   |          |
| 07月06日   | R4 -RIDGE RACER TYPE 4-                           | バンダイナムコゲームス                   |          |
| 07月06日   | ポケットチューナー                                | アルティ                                 |          |
| 07月06日   | ツインズストーリー きみにつたえたくて…            | インターレックス                         |          |
| 07月06日   | オレっ!トンバ                                     | ガンホー・オンライン・エンターテイメント |          |
| 07月06日   | ご意見無用II                                      | ガンホー・オンライン・エンターテイメント |          |
| 07月06日   | 漂流記                                            | ガンホー・オンライン・エンターテイメント |          |
| 07月06日   | 竜機伝承 〜DRAGOON〜                              | ガンホー・オンライン・エンターテイメント |          |
| 07月06日   | キッドクラウンのクレイジーチェイス2               | ケムコ                                   |          |
| 07月06日   | パカパカパッションスペシャル                      | ケムコ                                   | 配信終了 |
| 07月06日   | ボンビンアイランド                                | ケムコ                                   |          |
| 07月06日   | マールじゃん!!                                    | 日本一ソフトウェア                       |          |
| 07月06日   | The鬼退治!! 目指せ!二代目桃太郎                   | 日本一ソフトウェア                       |          |
| 07月06日   | お茶の間バトル                                    | ハムスター                               |          |
| 07月06日   | ディオラムス                                      | ハムスター                               |          |
| 07月06日   | バウンティソード・ダブルエッジ                    | ハムスター                               |          |
| 07月06日   | わいわい3人打ち麻雀                               | ハムスター                               |          |
| 07月06日   | わいわいトランプ大戦                              | ハムスター                               |          |
| 07月06日   | スラップハッピーリズムバスターズ                  | ポリゴンマジック                         |          |
| 07月13日   | わくわくダービー                                  | ガンホー・オンライン・エンターテイメント |          |
| 07月13日   | TOYS DREAM                                        | ガンホー・オンライン・エンターテイメント |          |
| 07月13日   | ウイニング・ルアー                                | ハムスター                               |          |
| 07月13日   | ジグソーアイランド                                | 日本一ソフトウェア                       |          |
| 07月27日   | クイズなないろDREAMS 虹色町の奇跡                 | カプコン                                 |          |
| 07月27日   | DANGAN〜弾丸〜                                    | ガンホー・オンライン・エンターテイメント |          |
| 07月27日   | プロレス戦国伝2 格闘絵巻                          | ガンホー・オンライン・エンターテイメント |          |
| 07月27日   | マービーベィビーストーリー                        | ハムスター                               |          |
| 08月10日   | 小さな王国エルトリア                              | ガンホー・オンライン・エンターテイメント |          |
| 08月10日   | ストライカーズ1945II                              | ガンホー・オンライン・エンターテイメント | 配信終了 |
| 08月10日   | ダブルドラゴン                                    | ハムスター                               |          |
| 08月10日   | どきどきシャッターチャンス 恋のパズルを組み立てて | 日本一ソフトウェア                       |          |
| 08月10日   | ロックマン5 ブルースの罠!?                        | カプコン                                 |          |
| 08月24日   | かまいたちの夜 特別編                             | チュンソフト                             |          |
| 08月24日   | ジオキューブ                                      | ハムスター                               |          |
| 08月24日   | '99甲子園                                         | ガンホー・オンライン・エンターテイメント |          |
| 08月24日   | どすこい伝説                                      | ガンホー・オンライン・エンターテイメント |          |
| 09月14日   | 弟切草 蘇生篇                                     | チュンソフト                             |          |
| 09月14日   | 超人学園GOWCAIZER                                 | ハムスター                               |          |
| 09月14日   | MAX SURFING 2nd                                   | ガンホー・オンライン・エンターテイメント |          |
| 09月28日   | クロノ・トリガー                                  | スクウェア・エニックス                   |          |
| 09月28日   | スーパーパンコレクション                          | カプコン                                 |          |
| 09月28日   | トンバ! ザ・ワイルドアドベンチャー                | ガンホー・オンライン・エンターテイメント |          |
| 09月28日   | ファイヤーパニック 〜マックのレスキュー大作戦〜   | ソニー・コンピュータエンタテインメント   |          |
| 10月12日   | STREET BOARDERS2                                  | ガンホー・オンライン・エンターテイメント |          |
| 10月12日   | 黒の剣 Blade of the darkness                      | インターレックス                         |          |
| 10月12日   | REBUS                                             | アトラス                                 |          |
| 10月26日   | だんじょん商店会 〜伝説の剣はじめました〜         | ガンホー・オンライン・エンターテイメント |          |
| 10月26日   | 天地を喰らうII 赤壁の戦い                         | カプコン                                 |          |
| 10月26日   | クールボーダーズ                                  | スタジオ斬                               |          |
| 11月09日   | CLOCK TOWER 〜The First Fear〜                    | サン電子                                 |          |
| 11月09日   | スーパーロボット大戦F                             | バンダイナムコゲームス                   | 配信終了 |
| 11月09日   | スーパーロボット大戦F 完結編                      | バンダイナムコゲームス                   | 配信終了 |
| 11月23日   | COOL BOARDERS 2 Killing Session                   | スタジオ斬                               |          |
| 11月23日   | ブラスターマスター                                | サン電子                                 |          |
| 12月07日   | ファイナルラウンド                                | アトラス                                 |          |
| 12月07日   | value 1500 The 上海                               | サン電子                                 |          |
| 12月21日   | ライジング ザン ザ・サムライガンマン              | スタジオ斬                               |          |
| 12月21日   | スーパーロボット大戦α                             | バンダイナムコゲームス                   | 配信終了 |
| 12月21日   | スーパーロボット大戦α外伝                         | バンダイナムコゲームス                   | 配信終了 |

### 2012年（全37タイトル）
| 配信開始日 | タイトル                                      | 販売メーカー                             | 備考     |
| ---------- | --------------------------------------------- | ---------------------------------------- | -------- |
| 01月18日   | ガイアマスター 神々のボードゲーム             | カプコン                                 |          |
| 01月18日   | スラムドラゴン                                | ハムスター                               | 配信終了 |
| 01月18日   | ドラゴンシーズ 〜最終進化形態〜               | ハムスター                               | 配信終了 |
| 02月08日   | MYST                                          | サン電子                                 |          |
| 02月08日   | くるりんPA!                                   | SKYSEA                                   |          |
| 02月22日   | ACTION BASS                                   | ガンホー・オンライン・エンターテイメント | 配信終了 |
| 02月22日   | CLOCK TOWER 2                                 | サン電子                                 |          |
| 02月22日   | 私立ジャスティス学園 LEGION OF HEROES         | カプコン                                 |          |
| 02月22日   | ハームフルパーク                              | SKYSEA                                   |          |
| 03月14日   | ことぶきグランプリ〜めざせ!原チャリキング〜   | ガンホー・オンライン・エンターテイメント | 配信終了 |
| 03月14日   | トランプしようよ!復刻版                       | ガンホー・オンライン・エンターテイメント |          |
| 03月14日   | 新型くるりんPA!                               | SKYSEA                                   |          |
| 03月28日   | PIPE DREAMS 3D                                | ガンホー・オンライン・エンターテイメント | 配信終了 |
| 03月28日   | ぼくは航空管制官                              | ガンホー・オンライン・エンターテイメント | 配信終了 |
| 03月28日   | Tから始まる物語                               | ハムスター                               | 配信終了 |
| 03月28日   | 東京魔人學園剣風帖                            | アスミック・エース エンタテインメント    |          |
| 03月28日   | 東京魔人學園朧綺譚                            | アスミック・エース エンタテインメント    |          |
| 03月28日   | 東京魔人學園外法帖                            | アスミック・エース エンタテインメント    |          |
| 04月11日   | ヴィジランテ8                                 | ガンホー・オンライン・エンターテイメント | 配信終了 |
| 04月11日   | ザ・ビストロ〜料理&ワインの職人たち〜         | ガンホー・オンライン・エンターテイメント | 配信終了 |
| 04月11日   | レイマン                                      | ユービーアイソフト                       |          |
| 04月25日   | SPEEDBALL 2100                                | ガンホー・オンライン・エンターテイメント | 配信終了 |
| 04月25日   | シープ                                        | ガンホー・オンライン・エンターテイメント | 配信終了 |
| 05月09日   | CLOCK TOWER GHOST HEAD                        | サン電子                                 |          |
| 05月09日   | Tyco R/C                                      | ガンホー・オンライン・エンターテイメント | 配信終了 |
| 05月09日   | もっとトランプしようよ!                       | ガンホー・オンライン・エンターテイメント |          |
| 06月13日   | パチスロ完全攻略〜高砂スーパープロジェクト〜  | ガンホー・オンライン・エンターテイメント | 配信終了 |
| 06月13日   | パチスロ完全攻略〜高砂スーパープロジェクト2〜 | ガンホー・オンライン・エンターテイメント | 配信終了 |
| 06月27日   | ファイナルファンタジーIV                      | スクウェア・エニックス                   |          |
| 07月20日   | サモンナイト                                  | バンダイナムコゲームス                   |          |
| 08月29日   | サモンナイト2                                 | バンダイナムコゲームス                   |          |
| 08月29日   | パチスロ完全攻略 ユニバーサル公式ガイド vol.1 | ガンホー・オンライン・エンターテイメント | 配信終了 |
| 08月29日   | パチスロ完全攻略 ユニバーサル公式ガイド vol.3 | ガンホー・オンライン・エンターテイメント | 配信終了 |
| 08月29日   | パチスロ完全攻略 アルゼ公式ガイド vol.4       | ガンホー・オンライン・エンターテイメント | 配信終了 |
| 09月26日   | スーパーブラックバスX                         | スターフィッシュ・エスディ               |          |
| 09月26日   | 海腹川背・旬 〜セカンドエディション〜         | スタジオ最前線                           |          |
| 11月28日   | AirAssault                                    | ソニー・コンピュータエンタテインメント   |          |

### 2013年（全28タイトル）
| 配信開始日 | タイトル                                        | 販売メーカー                             | 備考                   |
| ---------- | ----------------------------------------------- | ---------------------------------------- | ---------------------- |
| 02月27日   | ロックマン6 史上最大の戦い!!                    | カプコン                                 |                        |
| 04月24日   | ザ・マッチゴルフ                                | スターフィッシュ・エスディ               |                        |
| 06月26日   | SMASH COURT                                     | バンダイナムコゲームス                   |                        |
| 06月26日   | PAC-MAN WORLD 20th ANNIVERSARY                  | バンダイナムコゲームス                   | 配信終了               |
| 06月26日   | サイバースレッド                                | バンダイナムコゲームス                   |                        |
| 06月26日   | Mr.DRILLER G                                    | バンダイナムコゲームス                   |                        |
| 06月26日   | ゼビウス3D/G+                                   | バンダイナムコゲームス                   |                        |
| 07月11日   | METAL GEAR SOLID INTEGRAL                       | コナミデジタルエンタテインメント         |                        |
| 09月11日   | ずっといっしょ                                  | ハムスター                               |                        |
| 09月25日   | 蒼空の翼 GOTHA WORLD                            | ガンホー・オンライン・エンターテイメント |                        |
| 09月25日   | EOS〜Edge of Skyhigh〜                          | ガンホー・オンライン・エンターテイメント |                        |
| 11月13日   | ドラゴンビート レジェンドオブピンボール         | ガンホー・オンライン・エンターテイメント |                        |
| 11月13日   | ネオプラネット                                  | ガンホー・オンライン・エンターテイメント |                        |
| 11月13日   | ABE'99                                          | Oddworld Inhabitants                     |                        |
| 11月13日   | Abe a GO GO                                     | Oddworld Inhabitants                     |                        |
| 11月27日   | ヒロイン・ドリーム                              | ガンホー・オンライン・エンターテイメント |                        |
| 11月27日   | 東京23区制服Wars                                | ガンホー・オンライン・エンターテイメント |                        |
| 12月03日   | 「どこでもいっしょ」 「こねこもいっしょ」パック | ソニー・コンピュータエンタテインメント   | PS Vitaのみ            |
| 12月11日   | ナムコミュージアムVOL.1                         | バンダイナムコゲームス                   |                        |
| 12月11日   | ナムコミュージアムVOL.2                         | バンダイナムコゲームス                   |                        |
| 12月11日   | ナムコミュージアムVOL.3                         | バンダイナムコゲームス                   |                        |
| 12月11日   | ナムコミュージアムVOL.4                         | バンダイナムコゲームス                   |                        |
| 12月18日   | ヒロインドリーム2                               | ガンホー・オンライン・エンターテイメント |                        |
| 12月18日   | ナムコミュージアムVOL.5                         | バンダイナムコゲームス                   |                        |
| 12月18日   | ナムコミュージアム アンコール                   | バンダイナムコゲームス                   |                        |
| 12月18日   | ナムコアンソロジー1                             | バンダイナムコゲームス                   |                        |
| 12月18日   | ナムコアンソロジー2                             | バンダイナムコゲームス                   |                        |
| 12月18日   | シルバー事件                                    | Grasshopper Manufacuture Inc.            | 配信元を変えての再配信 |

### 2014年（全37タイトル）
| 配信開始日 | タイトル                         | 販売メーカー                             | 備考                   |
| ---------- | -------------------------------- | ---------------------------------------- | ---------------------- |
| 01月15日   | スマッシュコート2                | バンダイナムコゲームス                   |                        |
| 01月15日   | 探偵 神宮寺三郎 夢の終わりに     | Expris Co.,Ltd                           | 配信元を変えての再配信 |
| 01月15日   | 探偵 神宮寺三郎 Early Collection | Expris Co.,Ltd                           | 配信元を変えての再配信 |
| 01月15日   | 探偵 神宮寺三郎 未完のルポ       | Expris Co.,Ltd                           | 配信元を変えての再配信 |
| 01月15日   | 探偵 神宮寺三郎 灯火が消えぬ間に | Expris Co.,Ltd                           | 配信元を変えての再配信 |
| 01月22日   | スターブレードα                  | バンダイナムコゲームス                   |                        |
| 02月12日   | ギャラクシアン3                  | バンダイナムコゲームス                   |                        |
| 02月12日   | 悪魔城年代記 悪魔城ドラキュラ    | コナミデジタルエンタテインメント         |                        |
| 02月26日   | ミズパックマン メイズマッドネス  | バンダイナムコゲームス                   | 配信終了               |
| 03月12日   | ぷよぷよSUN決定盤                | セガ                                     |                        |
| 03月12日   | スマッシュコート3                | バンダイナムコゲームス                   |                        |
| 03月26日   | ドラゴンヴァラー                 | バンダイナムコゲームス                   |                        |
| 04月23日   | GRAND THEFT AUTO                 | ガンホー・オンライン・エンターテイメント | 配信終了               |
| 04月23日   | RAINBOW SIX                      | ガンホー・オンライン・エンターテイメント | 配信終了               |
| 05月28日   | エキスパート                     | ハムスター                               |                        |
| 06月11日   | 進め!海賊                        | アートディンク                           |                        |
| 06月25日   | ブライティス                     | ソニー・コンピュータエンタテインメント   |                        |
| 08月06日   | ポケットムームー                 | ソニー・コンピュータエンタテインメント   |                        |
| 08月27日   | ストライダー飛竜1&2              | カプコン                                 |                        |
| 10月08日   | ビブリボン                       | ソニー・コンピュータエンタテインメント   |                        |
| 10月22日   | ルームメイト〜井上涼子〜         | ガンホー・オンライン・エンターテイメント | PS Vitaのみ            |
| 11月05日   | ぽけかの〜宝条院静香〜           | ガンホー・オンライン・エンターテイメント | PS Vitaのみ            |
| 11月05日   | ぽけかの〜植野史緒〜             | ガンホー・オンライン・エンターテイメント | PS Vitaのみ            |
| 11月05日   | ぽけかの〜愛田由美〜             | ガンホー・オンライン・エンターテイメント | PS Vitaのみ            |
| 11月05日   | シルエット☆ストーリィズ          | ガンホー・オンライン・エンターテイメント |                        |
| 12月03日   | ポケットじまん                   | ソニー・コンピュータエンタテインメント   |                        |
| 12月03日   | モンスターファーム2              | コーエーテクモゲームス                   | PS3のみ                |
| 12月03日   | アイマックス将棋II               | ガンホー・オンライン・エンターテイメント |                        |
| 12月03日   | 大海信長伝・下天II               | ガンホー・オンライン・エンターテイメント |                        |
| 12月03日   | ストリートファイターZERO         | カプコン                                 |                        |
| 12月03日   | ストリートファイターZERO2        | カプコン                                 |                        |
| 12月03日   | ストリートファイターZERO3        | カプコン                                 |                        |
| 12月17日   | トロンにコブン                   | カプコン                                 | 配信終了               |
| 12月17日   | ロックマンX4                     | カプコン                                 | 配信終了               |
| 12月17日   | ロックマンX5                     | カプコン                                 | 配信終了               |
| 12月17日   | ロックマン バトル&チェイス       | カプコン                                 |                        |
| 12月17日   | ロックマン8 メタルヒーローズ     | カプコン                                 | 配信終了               |

### 2015年（全12タイトル）
| 配信開始日 | タイトル                            | 販売メーカー       | 備考                   |
| ---------- | ----------------------------------- | ------------------ | ---------------------- |
| 04月30日   | 炎の料理人クッキングファイター好    | 日本一ソフトウェア |                        |
| 07月08日   | ロックマンX6                        | カプコン           |                        |
| 07月08日   | 私立ジャスティス学園 熱血青春日記 2 | カプコン           |                        |
| 07月22日   | スーパーパズルファイターIIX         | カプコン           |                        |
| 09月16日   | クーロンズ・ゲート-九龍風水傳-      | シティコネクション | 配信元を変えての再配信 |
| 09月16日   | キリーク・ザ・ブラッド              | シティコネクション |                        |
| 09月16日   | キリーク・ザ・ブラッド2             | シティコネクション |                        |
| 09月16日   | LUNAR 2 ETERNAL BLUE                | ゲームアーツ       |                        |
| 10月01日   | スラムドラゴン                      | シティコネクション | 配信元を変えての再配信 |
| 10月01日   | ドラゴンシーズ 〜最終進化形態〜     | シティコネクション | 配信元を変えての再配信 |
| 10月01日   | Tから始まる物語                     | シティコネクション | 配信元を変えての再配信 |
| 10月21日   | 久遠の絆                            | フォグ             |                        |

### 2016年（全19タイトル）
| 配信開始日 | タイトル                                      | 販売メーカー       | 備考                   |
| ---------- | --------------------------------------------- | ------------------ | ---------------------- |
| 01月27日   | ダムダムストンプランド                        | シティコネクション |                        |
| 01月27日   | 可変走攻ガンバイク                            | シティコネクション |                        |
| 02月03日   | カプコンジェネレーション 〜第5集 格闘家たち〜 | カプコン           |                        |
| 03月09日   | ぎゅわんぶらあ自己中心派 〜イッパツ勝負！〜   | ゲームアーツ       | 配信終了               |
| 04月20日   | どきどきポヤッチオ                            | スタジオ最前線     |                        |
| 11月22日   | 闘神伝                                        | タムソフト         |                        |
| 11月22日   | 闘神伝2 plus                                  | タムソフト         |                        |
| 11月22日   | 闘神伝3                                       | タムソフト         |                        |
| 11月22日   | Neorude                                       | セガゲームス       | 配信元を変えての再配信 |
| 11月22日   | Neorude2                                      | セガゲームス       | 配信元を変えての再配信 |
| 11月22日   | Neorude〜刻まれた紋章〜(ネオリュード3)        | セガゲームス       | 配信元を変えての再配信 |
| 11月22日   | REVERTHION (リヴァーシオン)                   | セガゲームス       | 配信元を変えての再配信 |
| 11月22日   | THUNDERFORCE V Perfect System                 | セガゲームス       | 配信元を変えての再配信 |
| 11月22日   | おみせde店主                                  | セガゲームス       | 配信元を変えての再配信 |
| 11月22日   | くっつけっと                                  | セガゲームス       | 配信元を変えての再配信 |
| 11月22日   | マイガーデン                                  | セガゲームス       | 配信元を変えての再配信 |
| 11月22日   | 球転界                                        | セガゲームス       | 配信元を変えての再配信 |
| 11月22日   | 鋼鉄霊域(スティールダム)                      | セガゲームス       | 配信元を変えての再配信 |
| 11月22日   | 風の丘公園にて                                | セガゲームス       | 配信元を変えての再配信 |

### 2017年（全16タイトル）
| 配信開始日 | タイトル                           | 販売メーカー           | 備考 |
| ---------- | ---------------------------------- | ---------------------- | ---- |
| 05月02日   | EXECTOR                            | アークシステムワークス |      |
| 05月02日   | アドヴァンスト ヴァリアブル・ジオ2 | エンターグラム         |      |
| 09月27日   | 熱血親子                           | セガゲームス           |      |
| 09月27日   | ぷよぷよ通 決定盤                  | セガゲームス           |      |
| 10月25日   | ぷよぷよ〜ん カーくんといっしょ    | セガゲームス           |      |
| 11月22日   | ぷよぷよBOX                        | セガゲームス           |      |
| 11月22日   | アイドル雀士スーチーパイ Limited   | シティコネクション     |      |
| 11月22日   | GUNばれ!ゲーム天国                 | シティコネクション     |      |
| 11月22日   | アサンシア 〜魔杖の呪縛〜          | メビウス               |      |
| 11月22日   | ザ・ブルーマーリン                 | メビウス               |      |
| 11月22日   | スーパーブラックバスX2             | メビウス               |      |
| 11月22日   | マーメノイド                       | メビウス               |      |
| 11月22日   | ミスティック・ドラグーン           | メビウス               |      |
| 11月22日   | A列車で行こうZ めざせ!大陸横断     | アートディンク         |      |
| 11月22日   | 風のノータム                       | アートディンク         |      |
| 11月22日   | トポロ                             | アートディンク         |      |

### 2018年（全10タイトル）
| 配信開始日 | タイトル                                     | 販売メーカー                             | 備考                   |
| ---------- | -------------------------------------------- | ---------------------------------------- | ---------------------- |
| 03月07日   | サイレントメビウス CASE:TITANIC              | ガンホー・オンライン・エンターテイメント |                        |
| 05月23日   | 華麗なるカジノクラブ DOUBLE DRAW 幼稚園外伝  | ガンホー・オンライン・エンターテイメント |                        |
| 05月23日   | パカパカパッション                           | ガンホー・オンライン・エンターテイメント | 配信元を変えての再配信 |
| 05月23日   | パカパカパッション2                          | ガンホー・オンライン・エンターテイメント | 配信元を変えての再配信 |
| 05月23日   | パカパカパッションスペシャル                 | ガンホー・オンライン・エンターテイメント | 配信元を変えての再配信 |
| 05月23日   | 光の島                                       | ガンホー・オンライン・エンターテイメント |                        |
| 05月23日   | ぴたっとペア ゼラちゃんパズル                | ガンホー・オンライン・エンターテイメント | PS3のみ                |
| 05月23日   | ピックスの大冒険                             | ガンホー・オンライン・エンターテイメント |                        |
| 10月24日   | ワールド・ネバーランド 〜オルルド王国物語〜  | アルティ                                 |                        |
| 10月24日   | ワールド・ネバーランド2 〜プルト共和国物語〜 | アルティ                                 |                        |

### 2019年（全4タイトル）
| 配信開始日 | タイトル                         | 販売メーカー                             | 備考                                     |
| ---------- | -------------------------------- | ---------------------------------------- | ---------------------------------------- |
| 01月22日   | センチメンタルグラフティ～約束～ | ガンホー・オンライン・エンターテイメント |                                          |
| 08月28日   | Blaze&Blade Eternal Quest        | ガンホー・オンライン・エンターテイメント |                                          |
| 08月28日   | Blaze&Blade Busters              | ガンホー・オンライン・エンターテイメント |                                          |
| 12月13日   | ハイドライドスペシャル           | ガンホー・オンライン・エンターテイメント | 『Sonata』に収録されたものを再現したもの |

## PlayStation 2アーカイブス

### 2012年（全25タイトル）
| 配信開始日 | タイトル                                                        | 販売メーカー                           | 備考 |
| ---------- | --------------------------------------------------------------- | -------------------------------------- | ---- |
| 07月25日   | バイオハザード コード:ベロニカ 完全版                           | カプコン                               |      |
| 07月25日   | 決戦                                                            | コーエーテクモゲームス                 |      |
| 07月25日   | 真魂斗羅                                                        | コナミデジタルエンタテインメント       |      |
| 07月25日   | ドラゴンフォース                                                | セガ                                   |      |
| 07月25日   | SIREN                                                           | ソニー・コンピュータエンタテインメント |      |
| 08月22日   | ダイナマイト刑事                                                | セガ                                   |      |
| 08月22日   | キャッスルヴァニア                                              | コナミデジタルエンタテインメント       |      |
| 08月22日   | DOA2 HARD・CORE                                                 | コーエーテクモゲームス                 |      |
| 08月22日   | ダーククラウド                                                  | ソニー・コンピュータエンタテインメント |      |
| 09月19日   | ガンスターヒーローズ 〜トレジャーボックス〜                     | セガ                                   |      |
| 09月19日   | NEO CONTRA                                                      | コナミデジタルエンタテインメント       |      |
| 09月19日   | CAPCOM VS. SNK 2 MILLIONAIRE FIGHTING 2001                      | カプコン                               |      |
| 09月19日   | 戦国無双2                                                       | コーエーテクモゲームス                 |      |
| 10月17日   | SILENT HILL 4 THE ROOM                                          | コナミデジタルエンタテインメント       |      |
| 10月17日   | 無双OROCHI                                                      | コーエーテクモゲームス                 |      |
| 10月17日   | フルハウスキス                                                  | カプコン                               |      |
| 10月17日   | セガメモリアルセレクション                                      | セガ                                   |      |
| 10月17日   | すくすく犬福                                                    | ハムスター                             |      |
| 11月21日   | 塊魂                                                            | バンダイナムコゲームス                 |      |
| 11月21日   | スペースハリアーII 〜スペースハリアーコンプリートコレクション〜 | セガ                                   |      |
| 11月21日   | ザ・コンビニ3 〜あの町を独占せよ〜                              | ハムスター                             |      |
| 11月21日   | ガチャろく                                                      | ソニー・コンピュータエンタテインメント |      |
| 11月28日   | 真・三國無双                                                    | コーエーテクモゲームス                 |      |
| 12月19日   | ファンタシースター コンプリートコレクション                     | セガ                                   |      |
| 12月19日   | CAPCOM FIGHTING JAM                                             | カプコン                               |      |

### 2013年（全19タイトル）
| 配信開始日 | タイトル                                                        | 販売メーカー                           | 備考     |
| ---------- | --------------------------------------------------------------- | -------------------------------------- | -------- |
| 01月16日   | 真・三國無双2                                                   | コーエーテクモゲームス                 |          |
| 03月21日   | 電脳戦機バーチャロン マーズ                                     | セガ                                   |          |
| 04月17日   | サイヴァリア COMPLETE EDITION                                   | ハムスター                             |          |
| 04月17日   | 真・三國無双3                                                   | コーエーテクモゲームス                 |          |
| 05月15日   | ようこそひつじ村                                                | ハムスター                             |          |
| 05月15日   | 真・三國無双4                                                   | コーエーテクモゲームス                 |          |
| 05月15日   | ゲイングランド                                                  | セガ                                   |          |
| 06月19日   | 戦国BASARA                                                      | カプコン                               | 配信終了 |
| 06月19日   | シャドウ・ザ・ヘッジホッグ                                      | セガ                                   |          |
| 06月19日   | 高円寺女子サッカー                                              | スターフィッシュ・エスディ             |          |
| 06月19日   | ギャラクシーフォースII スペシャル エクステンデッド エディション | セガ                                   |          |
| 06月27日   | マナケミア2 〜おちた学園と錬金術士たち〜                        | ガスト                                 |          |
| 07月17日   | 雪ん娘大旋風 さゆきとこゆきのひえひえ大騒動                     | スターフィッシュ・エスディ             | 配信終了 |
| 07月17日   | 戦国BASARA2                                                     | カプコン                               |          |
| 07月17日   | 戦国BASARA2 英雄外伝(HEROES)                                    | カプコン                               |          |
| 07月17日   | イチニのタントアールとボナンザブラザーズ                        | セガ                                   |          |
| 08月21日   | うお 7つの水と伝説のヌシ                                        | ソニー・コンピュータエンタテインメント |          |
| 08月21日   | スペースフィッシャーメン                                        | ソニー・コンピュータエンタテインメント |          |
| 10月16日   | アカイイト                                                      | ハムスター                             |          |

### 2014年（全25タイトル）
| 配信開始日 | タイトル                                    | 販売メーカー                           | 備考     |
| ---------- | ------------------------------------------- | -------------------------------------- | -------- |
| 02月19日   | スーパーロボット大戦Z                       | バンダイナムコゲームス                 | 配信終了 |
| 03月19日   | BULLY                                       | テイクツー・インタラクティブ           |          |
| 04月16日   | ファンタジーゾーン コンプリートコレクション | セガ                                   |          |
| 04月16日   | 剣豪                                        | 元気                                   |          |
| 06月18日   | 風雲 新撰組                                 | 元気                                   |          |
| 08月20日   | ローグギャラクシー ディレクターズカット     | ソニー・コンピュータエンタテインメント |          |
| 08月20日   | ファンタシースター generation: 1            | セガ                                   |          |
| 08月20日   | ファンタシースター generation: 2            | セガ                                   |          |
| 08月20日   | 戦神 -いくさがみ-                           | 元気                                   |          |
| 09月17日   | アークザラッド 精霊の黄昏                   | ソニー・コンピュータエンタテインメント |          |
| 09月17日   | ソニック ヒーローズ                         | セガ                                   |          |
| 10月15日   | WILD ARMS the Vth Vanguard                  | ソニー・コンピュータエンタテインメント |          |
| 10月15日   | 剣豪2                                       | 元気                                   |          |
| 11月19日   | メタルスラッグ3                             | SNKプレイモア                          |          |
| 11月19日   | THE KING OF FIGHTERS'98 ULTIMATE MATCH      | SNKプレイモア                          |          |
| 11月19日   | サルゲッチュ3                               | ソニー・コンピュータエンタテインメント |          |
| 11月19日   | サムライスピリッツ 天下一剣客伝             | SNKプレイモア                          |          |
| 11月19日   | GRANDIA II                                  | ゲームアーツ                           |          |
| 12月17日   | 風雲 幕末伝                                 | 元気                                   |          |
| 12月17日   | 天使のプレゼント マール王国物語             | 日本一ソフトウェア                     |          |
| 12月17日   | ソウルクレイドル 世界を喰らう者             | 日本一ソフトウェア                     |          |
| 12月17日   | グリムグリモア                              | 日本一ソフトウェア                     |          |
| 12月17日   | THE KING OF FIGHTERS XI                     | SNKプレイモア                          |          |
| 12月17日   | 機甲装兵アーモダイン                        | ソニー・コンピュータエンタテインメント |          |
| 12月17日   | GRANDIA XTREME                              | ゲームアーツ                           |          |

### 2015年（全47タイトル）
| 配信開始日 | タイトル                                         | 販売メーカー                           | 備考     |
| ---------- | ------------------------------------------------ | -------------------------------------- | -------- |
| 01月21日   | GRANDIA III                                      | ゲームアーツ                           | 配信終了 |
| 01月21日   | THE KING OF FIGHTERS'94 RE-BOUT                  | SNKプレイモア                          |          |
| 01月21日   | デュアルハーツ                                   | ソニー・コンピュータエンタテインメント |          |
| 01月21日   | 探しに行こうよ                                   | ソニー・コンピュータエンタテインメント |          |
| 02月18日   | KOF MAXIMUM IMPACT MANIAX                        | SNKプレイモア                          |          |
| 02月18日   | ティンクルスタースプライツ -La Petite Princesse- | SNKプレイモア                          |          |
| 02月18日   | ネオジオ バトルコロシアム                        | SNKプレイモア                          |          |
| 02月18日   | レガイア デュエルサーガ                          | ソニー・コンピュータエンタテインメント |          |
| 02月18日   | 絶体絶命都市                                     | グランゼーラ                           |          |
| 02月18日   | 絶体絶命都市2 -凍てついた記憶たち-               | グランゼーラ                           |          |
| 03月18日   | —どこでもいっしょ— 私なえほん                    | ソニー・コンピュータエンタテインメント |          |
| 03月18日   | ADK魂                                            | SNKプレイモア                          |          |
| 03月18日   | THE KING OF FIGHTERS 2000                        | SNKプレイモア                          |          |
| 03月18日   | メタルスラッグ5                                  | SNKプレイモア                          |          |
| 04月15日   | 蚊2 〜レッツゴーハワイ〜                         | ソニー・コンピュータエンタテインメント |          |
| 04月15日   | KOF MAXIMUM IMPACT 2                             | SNKプレイモア                          |          |
| 04月15日   | THE KING OF FIGHTERS 2003                        | SNKプレイモア                          |          |
| 04月15日   | サムライスピリッツ零                             | SNKプレイモア                          |          |
| 04月15日   | グラディウスV                                    | コナミデジタルエンタテインメント       | 配信終了 |
| 04月15日   | 幻想水滸伝III                                    | コナミデジタルエンタテインメント       |          |
| 04月15日   | ロマンシング サガ -ミンストレルソング-           | スクウェア・エニックス                 |          |
| 04月15日   | 玉繭物語2 〜滅びの蟲〜                           | 元気                                   |          |
| 04月21日   | デメント                                         | カプコン                               |          |
| 05月20日   | ブラボーミュージック                             | ソニー・コンピュータエンタテインメント |          |
| 05月20日   | THE KING OF FIGHTERS 2002                        | SNKプレイモア                          |          |
| 05月20日   | KOF MAXIMUM IMPACT REGULATION “A”                | SNKプレイモア                          |          |
| 05月20日   | メタルスラッグ6                                  | SNKプレイモア                          |          |
| 05月20日   | うたわれるもの 散りゆく者への子守唄              | アクアプラス                           |          |
| 06月17日   | THE KING OF FIGHTERS ネスツ編                    | SNKプレイモア                          |          |
| 06月17日   | 餓狼 MARK OF THE WOLVES                          | SNKプレイモア                          |          |
| 06月17日   | 任侠伝 渡世人一代記                              | 元気                                   |          |
| 07月15日   | THE KING OF FIGHTERS オロチ編                    | SNKプレイモア                          |          |
| 07月15日   | THE KING OF FIGHTERS 2001                        | SNKプレイモア                          |          |
| 07月15日   | メタルスラッグ4                                  | SNKプレイモア                          |          |
| 07月15日   | 龍虎の拳〜天・地・人〜                           | SNKプレイモア                          |          |
| 08月19日   | THE KING OF FIGHTERS NEOWAVE                     | SNKプレイモア                          |          |
| 08月19日   | メタルスラッグコンプリート                       | SNKプレイモア                          |          |
| 08月19日   | 風雲スーパーコンボ                               | SNKプレイモア                          |          |
| 08月19日   | 餓狼伝説バトルアーカイブズ2                      | SNKプレイモア                          |          |
| 08月26日   | グランド・セフト・オート：バイスシティ           | ロックスター・ゲームス                 |          |
| 08月26日   | グランド・セフト・オート：サンアンドレアス       | ロックスター・ゲームス                 |          |
| 11月18日   | 剣豪3                                            | 元気                                   |          |
| 11月18日   | 風雨来記                                         | 日本一ソフトウェア                     |          |
| 11月18日   | 風雨来記2                                        | 日本一ソフトウェア                     |          |
| 12月16日   | ロックマンX8                                     | カプコン                               |          |
| 12月16日   | 探偵 神宮寺三郎 Innocent Black                   | エクスプライズ                         |          |
| 12月16日   | 探偵 神宮寺三郎 KIND OF BLUE                     | エクスプライズ                         |          |

### 2016年（全1タイトル）
| 配信開始日 | タイトル                                 | 販売メーカー | 備考     |
| ---------- | ---------------------------------------- | ------------ | -------- |
| 02月17日   | ブレス オブ ファイアV ドラゴンクォーター | カプコン     | 配信終了 |

### 2017年（全1タイトル）
| 配信開始日 | タイトル                            | 販売メーカー | 備考 |
| ---------- | ----------------------------------- | ------------ | ---- |
| 01月18日   | ロックマン パワーバトルファイターズ | カプコン     |      |

## PCエンジンアーカイブス
本項の配信は一部を除きハドソンが全ての配信を行っていたが、ハドソンがコナミデジタルエンタテインメントに吸収、解散以降新規配信は行われていない。

### 2009年（全11タイトル）
| 配信開始日 | タイトル                   | 容量 | 備考 |
| ---------- | -------------------------- | ---- | ---- |
| 07月15日   | ボンバーマン'94            |      |      |
| 07月15日   | 高橋名人の新冒険島         |      |      |
| 07月15日   | 戦国麻雀                   |      |      |
| 07月15日   | デビルクラッシュ           |      |      |
| 08月19日   | スーパースターソルジャー   |      |      |
| 09月16日   | パワーリーグ4              |      |      |
| 10月21日   | ダンジョンエクスプローラー |      |      |
| 11月18日   | PC原人                     |      |      |
| 11月18日   | PC原人2                    |      |      |
| 12月16日   | 邪聖剣ネクロマンサー       |      |      |
| 12月16日   | パワースポーツ             |      |      |

### 2010年（全23タイトル）
| 配信開始日 | タイトル                     | 容量 | 備考                     |
| ---------- | ---------------------------- | ---- | ------------------------ |
| 01月20日   | THE 功夫                     |      |                          |
| 01月20日   | PC原人3                      |      |                          |
| 02月17日   | ソルジャーブレイド           |      |                          |
| 02月17日   | エイリアンクラッシュ         |      |                          |
| 03月17日   | ゲート オブ サンダー         |      |                          |
| 04月21日   | ビクトリーラン               |      |                          |
| 04月21日   | バトルエース                 |      |                          |
| 06月16日   | ニュートピア                 |      |                          |
| 06月16日   | 出たな!!ツインビー           |      |                          |
| 06月16日   | グラディウス                 |      |                          |
| 07月21日   | 沙羅曼蛇                     |      |                          |
| 07月21日   | ニュートピアII               |      |                          |
| 07月21日   | ブレイジングレーザーズ       |      |                          |
| 08月18日   | 大魔界村                     |      |                          |
| 08月18日   | ウィンズ オブ サンダー       |      |                          |
| 09月15日   | ダンジョンエクスプローラーII |      |                          |
| 10月20日   | グラディウスII -GOFERの野望- |      |                          |
| 10月20日   | 天外魔境 ZIRIA               |      |                          |
| 11月17日   | ダブルダンジョン             |      |                          |
| 11月17日   | イースI・II                  |      |                          |
| 12月15日   | 超兄貴                       |      |                          |
| 12月15日   | 弁慶外伝                     |      |                          |
| 12月15日   | 夢幻戦士ヴァリス             |      | 現在は配信終了している。 |

### 2011年（全14タイトル）
| 配信開始日 | タイトル                                   | 容量 | 備考                                |
| ---------- | ------------------------------------------ | ---- | ----------------------------------- |
| 01月19日   | 改造町人シュビビンマン                     |      |                                     |
| 01月19日   | モトローダーII                             |      |                                     |
| 02月16日   | ラングリッサー 光輝の末裔                  |      |                                     |
| 02月16日   | 改造町人シュビビンマン2 -新たなる敵-       |      |                                     |
| 02月16日   | オルディネス                               |      |                                     |
| 02月16日   | イースIII Wanderers from Ys                |      |                                     |
| 03月17日   | ヴァリスII                                 |      | 現在は配信終了している。            |
| 03月17日   | ギャラガ'88                                |      |                                     |
| 03月17日   | 天外魔境II MANJI MARU                      |      | 『天外魔境II 卍MARU』の表現修正版。 |
| 04月20日   | 改造町人シュビビンマン3 -異界のプリンセス- |      |                                     |
| 04月20日   | R-TYPE                                     |      | TG-16版。現在は配信終了している。   |
| 04月20日   | チキチキボーイズ                           |      |                                     |
| 07月06日   | イースIV The Dawn of Ys                    |      |                                     |
| 07月06日   | スプラッターハウス                         |      |                                     |

## 配信終了ソフト
- 2010年12月24日 ブラックマトリクスクロス（ガンホー・オンライン・エンターテイメント）
- 2010年12月24日 ブラックマトリクスダブルオー（ガンホー・オンライン・エンターテイメント）
- 2011年8月11日 アイレムアーケードクラシックス（アイレムソフトウェアエンジニアリング）[8][9]
- 2011年8月11日 ぐっすんぱらだいす（アイレムソフトウェアエンジニアリング）[8][9]
- 2011年8月11日 R-TYPE DELTA（アイレムソフトウェアエンジニアリング）[8][9]
- 2011年8月11日 R-TYPES（アイレムソフトウェアエンジニアリング）[8][9]
- 2011年8月11日 R-TYPE（ハドソン）[8]
- 2013年4月10日 ARTDINK BEST CHOICE クーロンズ・ゲート -九龍風水傳-（アートディンク）後に配信先をシティコネクションに変更し配信再開
- 2014年8月12日 ACTION BASS（ガンホー・オンライン・エンターテイメント）
- 2014年8月12日 ことぶきグランプリ〜めざせ！原チャリキング〜（ガンホー・オンライン・エンターテイメント）
- 2014年8月12日 ぼくは航空管制官（ガンホー・オンライン・エンターテイメント）
- 2014年8月12日 PIPE DREAMS 3D（ガンホー・オンライン・エンターテイメント）
- 2014年8月12日 ザ・ビストロ〜料理＆ワインの職人たち〜（ガンホー・オンライン・エンターテイメント）
- 2014年8月12日 ヴィジランテ8（ガンホー・オンライン・エンターテイメント）
- 2014年8月12日 SPEEDBALL 2100（ガンホー・オンライン・エンターテイメント）
- 2014年8月12日 シープ（ガンホー・オンライン・エンターテイメント）
- 2014年8月12日 Tyco R/C（ガンホー・オンライン・エンターテイメント）
- 2014年8月12日 パチスロ完全攻略〜高砂スーパープロジェクト〜（ガンホー・オンライン・エンターテイメント）
- 2014年8月12日 パチスロ完全攻略〜高砂スーパープロジェクト2〜（ガンホー・オンライン・エンターテイメント）
- 2014年8月12日 RAINBOW SIX（ガンホー・オンライン・エンターテイメント）
- 2014年8月12日 GRAND THEFT AUTO（ガンホー・オンライン・エンターテイメント）
- 2017年4月27日 PAC-MAN WORLD 20th ANNIVERSARY（バンダイナムコゲームス）[10]
- 2018年1月19日 GRANDIA III（ゲームアーツ）[11]
- 2018年10月30日 新スーパーロボット大戦（バンダイナムコエンターテインメント）
- 2018年10月30日 続ぐっすんおよよ（バンダイナムコエンターテインメント）
- 2019年12月13日 ロックマン8 メタルヒーローズ（カプコン）[12]
- 2019年12月13日 ロックマンX4（カプコン）[12]
- 2019年12月13日 ロックマンX5（カプコン）[12]
- 2019年12月13日 トロンにコブン（カプコン）[12]
- 2020年9月29日 スーパーロボット大戦Z（バンダイナムコエンターテインメント）[13]
- 2025年2月28日 ぎゅわんぶらあ自己中心派 〜イッパツ勝負！〜（ゲームアーツ）[14]
- 2025年6月 グラディウスV（コナミデジタルエンタテインメント）
- 配信終了日不明 聖霊機ライブレード（ウィンキーソフト）
- 配信終了日不明 加賀クリエイト配信ソフト全て
- 配信終了日不明 雪ん娘大旋風 さゆきとこゆきのひえひえ大騒動（スターフィッシュ・エスディ）
- 配信終了日不明 ブレス オブ ファイアV ドラゴンクォーター（カプコン）

### 後に配信再開されたタイトル
- 2007年9月26日 リンダキューブ アゲイン配信停止[15] - 2008年9月10日 配信再開[16]
- 2012年8月22日 ハムスター配信ソフトの一部[17] - 2014年10月22日 配信再開[18]
  - アーケードヒッツ 水滸演武
  - アーケードヒッツ マジカルドロップ
  - キュイーン
  - マジカルドロップIII よくばり特大号!
  - マジカルドロップF 大冒険もラクじゃない!
  - ザ・ファミレス 史上最強のメニュー
  - 満福!!鍋家族
  - 焼肉奉行
  - やきとり娘〜スゴ腕繁盛記〜
  - サイドポケット3
- 2013年12月19日 アテナ配信ソフト - トリニティに販売権利を委譲して2015年3月11日 配信再開
  - デザエモン プラス
  - プロ麻雀 極PLUS
  - 信長秘録 下天の夢
  - マネーアイドル エクスチェンジャー
  - 井出洋介の麻雀教室
  - デザエモン Kids！
  - プロ麻雀 極 PLUS II
  - アテナの家庭盤 -ファミリーゲームス-
  - 女子高生の放課後...ぷくんパ
  - ブロキッズ
  - わくわくバレー
  - プロ麻雀 極 天元戦編
- 2016年4月28日 トゥエンティワンより配信されていたテクノソフトのゲーム全て[19] - セガゲームスに販売権利を委譲して2016年11月22日 配信再開
  - Neorude
  - Neorude2
  - Neorude〜刻まれた紋章〜(ネオリュード3)
  - REVERTHION (リヴァーシオン)
  - THUNDERFORCE V Perfect System
  - おみせde店主
  - くっつけっと
  - マイガーデン
  - 球転界
  - 鋼鉄霊域(スティールダム)
  - 風の丘公園にて
- 2018年2月1日 ケムコより配信されていた『パカパカパッション』シリーズ - ガンホー・オンライン・エンターテイメントより同年5月23日 配信再開
  - パカパカパッション
  - パカパカパッション2
  - パカパカパッションスペシャル

## エピソード
東京ゲームショウ2006の基調講演において、久夛良木健SCE社長（当時）がゲームアーカイブスの前身企画であるeディストリビューション配信サービスを語った際には、現行の方式と異なりクラウド配信によるソフトの提供が計画として発表された。
その際に自社のみならず他社製ハードへの対応構想が発表され、メガドライブが例に挙げられたものの、セガは正式発表できる段階にないと否定。ゲームアーカイブスにセガ製ハードのソフトが加わる事は無かったが、セガは独自に欧米においてメガドライブタイトルを複数収録したオムニバスソフトを発売し、収録作のうちいくつかは日本国内においても2011年7月6日よりPlayStation Storeにて単体で配信された。
その後もセガ・マークIII・メガドライブ・セガサターン・ドリームキャスト・アーケード版のゲームに追加要素を加えた移植版をダウンロードゲームとして配信するサービスは継続され、移植元のハードによって「セガビンテージコレクション」「セガエイジスオンライン」「ドリームキャスト復刻プロジェクト」「MODEL2 コレクション」などの名称でそれぞれ提供された。